# Lista monumentelor istorice din județul Gorj

Simbol utilizat în România pentru monumentele istorice

Lista monumentelor istorice din județul Gorj cuprinde monumentele istorice din județul Gorj înscrise în Patrimoniul cultural național al României. Lista completă este menținută și actualizată periodic de către Ministerul Culturii, Cultelor și Patrimoniului Național din România, ultima versiune datând din 2015.

| Cod LMI                                          | Denumire                                                                             | Localitate                                            | Localizare | Datare, Creatori                                           | Imagine               | Erori             |
| ------------------------------------------------ | ------------------------------------------------------------------------------------ | ----------------------------------------------------- | --- | ---------------------------------------------------------- | --------------------- | ----------------- |
| GJ-I-s-B-09115 (RAN: 77821.02)                   | Așezarea romană de la Târgu Jiu                                                      | municipiul Târgu Jiu                                  | „Știubeiul lui Ionicioiu”, zona 9 Mai - Ana Ipătescu 45.03333°N 23.6°E | sec. II p. Chr., Epoca romană                              | Încarcă foto \| video | Raportează eroare |
| GJ-I-s-B-09116 (RAN: 77821.01)                   | Așezarea medievală de la Târgu Jiu                                                   | municipiul Târgu Jiu                                  | Str. Ursați f.n., „Câmpul lui Pătru” - Polata 45.03333°N 23.3°E | sec. XIV - XVI                                             | Încarcă foto \| video | Raportează eroare |
| GJ-I-s-B-09117 (RAN: 78481.02)                   | Așezarea dacică de la Albeni                                                         | sat Albeni; comuna Albeni                             | „La morminți” 45.01667°N 23.63333°E | Epoca dacică                                               | Încarcă foto \| video | Raportează eroare |
| GJ-I-s-B-09118 (RAN: 154086.03)                  | Așezare                                                                              | sat Albeni; comuna Albeni                             | „La Biserică” | sec. XVI                                                   | Încarcă foto \| video | Raportează eroare |
| GJ-I-s-B-09119                                   | Situl arheologic de la Alimpești                                                     | sat Alimpești; comuna Alimpești                       | „Măgura” | Epoca dacică                                               | Încarcă foto \| video | Raportează eroare |
| GJ-I-m-A-09119.01 (RAN: 78551.01.01)             | Așezare                                                                              | sat Alimpești; comuna Alimpești                       | „Măgura” 45.03333°N 24.55°E | Epoca dacică                                               | Încarcă foto \| video | Raportează eroare |
| GJ-I-s-A-09120 (RAN: 78720.01)                   | Situl arheologic de la „Peștera Muierilor”                                           | sat Baia de Fier; comuna Baia de Fier                 | „Peștera Muierilor” 45.03333°N 23.13333°E |                                                            | Încarcă foto \| video | Raportează eroare |
| GJ-I-m-A-09120.01 (RAN: 78720.01.01)             | Așezare                                                                              | sat Baia de Fier; comuna Baia de Fier                 | „Peștera Muierilor” 45.03333°N 23.13333°E | Paleolitic mijlociu                                        | Încarcă foto \| video | Raportează eroare |
| GJ-I-m-A-09120.02 (RAN: 78720.01.02)             | Așezare                                                                              | sat Baia de Fier; comuna Baia de Fier                 | „Peștera Muierilor” 45.03333°N 23.13333°E | Epoca bronzului                                            | Încarcă foto \| video | Raportează eroare |
| GJ-I-s-B-09121 (RAN: 78720.02)                   | Așezarea neolitică de la Baia de Fier                                                | sat Baia de Fier; comuna Baia de Fier                 | „Peștera Pârcălabului” 45.03333°N 23.13333°E | Neolitic                                                   | Încarcă foto \| video | Raportează eroare |
| GJ-I-s-B-09122 (RAN: 78891.01)                   | Casa Știrbei                                                                         | sat Bălcești; comuna Bengești-Ciocadia                | „la Biserică” 45.08333°N 23.61667°E | sec. XVIII                                                 | Încarcă foto \| video | Raportează eroare |
| GJ-I-s-B-09123 (RAN: 79013.01)                   | Așezarea de la Bâlteni                                                               | sat Bâlteni; comuna Bâlteni                           | „La Cimitir” 44.86666°N 23.28333°E | sec. V, Epoca migrațiilor                                  | Încarcă foto \| video | Raportează eroare |
| GJ-I-s-B-09124 (RAN: 78891.02)                   | Casele Bengescu                                                                      | sat Bengești; comuna Bengești-Ciocadia                | „Podul Gilortului” 45.08333°N 23.63333°E | sec. XVI - XVII                                            | Încarcă foto \| video | Raportează eroare |
| GJ-I-s-A-09125 (RAN: 81200.01)                   | Așezarea paleolitică de la Boroșteni                                                 | sat Boroșteni; comuna Peștișani                       | „Peștera Cioarei” 45.06667°N 23.05°E | Paleolitic superior                                        | Alte imagini          | Raportează eroare |
| GJ-I-s-A-09126 (RAN: 79317.01)                   | Castrul și așezarea civilă de la Bumbești-Jiu                                        | oraș Bumbești-Jiu                                     | „Gară” 45.15516°N 23.37259°E | sec. II - III p. Chr.                                      |                       | Raportează eroare |
| GJ-I-m-A-09126.01 (RAN: 79317.01.01)             | Castru de piatră                                                                     | oraș Bumbești-Jiu                                     | „Gară” 45.16667°N 23.38333°E | sec. II - III p. Chr.                                      | Încarcă foto \| video | Raportează eroare |
| GJ-I-m-A-09126.02 (RAN: 79317.01.02)             | Așezare civilă                                                                       | oraș Bumbești-Jiu                                     | „Gară” 45.16667°N 23.38333°E | sec. II - III p. Chr., Epoca romană                        | Încarcă foto \| video | Raportează eroare |
| GJ-I-s-B-09127 (RAN: 79317.02)                   | Situl arheologic de la Bumbești-Jiu                                                  | oraș Bumbești-Jiu                                     | „Vârtop” | sec. II p. Chr., Epoca romană                              | Alte imagini          | Raportează eroare |
| GJ-I-m-B-09127.01 (RAN: 79317.02.01)             | Așezare civilă                                                                       | oraș Bumbești-Jiu                                     | „Vârtop” 45.16667°N 23.38333°E | sec. II p. Chr., Epoca romană                              | Încarcă foto \| video | Raportează eroare |
| GJ-I-m-B-09127.02 (RAN: 79317.02.02)             | Castru de pământ                                                                     | oraș Bumbești-Jiu                                     | „Vârtop” 45.16667°N 23.38333°E | sec. II p. Chr.                                            | Încarcă foto \| video | Raportează eroare |
| GJ-I-m-B-09127.03 (RAN: 79317.02.03)             | Val de pământ                                                                        | oraș Bumbești-Jiu                                     | „Vârtop” 45.16667°N 23.38333°E | sec. II p. Chr., Epoca romană                              | Încarcă foto \| video | Raportează eroare |
| GJ-I-s-B-09128 (RAN: 79317.03)                   | Ruinele mănăstirii „Sf. Treime” - Vișina                                             | oraș Bumbești-Jiu                                     | „La Vișina” 45.16667°N 23.38333°E | sec. XIV - XV, Epoca romană                                | Alte imagini          | Raportează eroare |
| GJ-I-s-B-09129 (RAN: 79317.04)                   | Castrul roman de la Bumbești-Jiu                                                     | oraș Bumbești-Jiu                                     | „La școala Pleșa” 45.16635°N 23.36511°E | sec. II p. Chr., Epoca romană                              | Încarcă foto \| video | Raportează eroare |
| GJ-I-m-B-09129.01 (RAN: 79317.04.01)             | Castru de pământ                                                                     | oraș Bumbești-Jiu                                     | „La școala Pleșa” 45.16667°N 23.36667°E | sec. II p. Chr., Epoca romană                              | Încarcă foto \| video | Raportează eroare |
| GJ-I-m-B-09129.02 (RAN: 79317.04.02)             | Val de pământ                                                                        | oraș Bumbești-Jiu                                     | „La școala Pleșa” 45.16667°N 23.36667°E | sec. II p. Chr., Epoca romană                              | Încarcă foto \| video | Raportează eroare |
| GJ-I-s-B-09130 (RAN: 81102.01)                   | Situl arheologic de la Călugăreni, punct „La morminți”                               | sat Călugăreni; comuna Padeș                          | „La morminți” 45.03333°N 23.81667°E |                                                            | Încarcă foto \| video | Raportează eroare |
| GJ-I-m-B-09130.01 (RAN: 81102.01.04)             | Așezare                                                                              | sat Călugăreni; comuna Padeș                          | „La morminți” 45.03333°N 23.81667°E | sec. XVI                                                   | Încarcă foto \| video | Raportează eroare |
| GJ-I-m-B-09130.02 (RAN: 81102.01.03)             | Așezare                                                                              | sat Călugăreni; comuna Padeș                          | „La morminți” 45.03333°N 23.81667°E | Hallstatt                                                  | Încarcă foto \| video | Raportează eroare |
| GJ-I-m-B-09130.03 (RAN: 81102.01.01)             | Așezare                                                                              | sat Călugăreni; comuna Padeș                          | „La morminți” 45.03333°N 23.81667°E | Epoca bronzului timpuriu, Cultura Glina                    | Încarcă foto \| video | Raportează eroare |
| GJ-I-s-B-09131 (RAN: 80695.01)                   | Așezarea medievală de la Frățești                                                    | sat Frătești; comuna Lelești                          | „Pârâul Șușița” 45.08333°N 23.2°E | sec. XIV                                                   | Încarcă foto \| video | Raportează eroare |
| GJ-I-s-B-09132 (RAN: 78793.01)                   | Așezarea romană de la Glodeni                                                        | sat Glodeni; comuna Bălănești                         | „La Biserică” 45.08333°N 23.48333°E | sec. II - III p. Chr.                                      | Încarcă foto \| video | Raportează eroare |
| GJ-I-s-B-09133 (RAN: 82010.01)                   | Situl arheologic de la Gornăcel                                                      | sat Gornăcel; comuna Schela                           | „la Biserică” |                                                            | Încarcă foto \| video | Raportează eroare |
| GJ-I-m-B-09133.01 (RAN: 82010.01.01)             | Așezare                                                                              | sat Gornăcel; comuna Schela                           | „la Biserică” 45.18333°N 23.28333°E | Neolitic, Cultura Vinèa                                    | Încarcă foto \| video | Raportează eroare |
| GJ-I-m-B-09133.02 (RAN: 82010.01.02)             | Așezare                                                                              | sat Gornăcel; comuna Schela                           | „la Biserică” 45.18333°N 23.28333°E | Epoca bronzului                                            | Încarcă foto \| video | Raportează eroare |
| GJ-I-s-B-09134 (RAN: 81781.01)                   | Așezarea romană de la Hăiești                                                        | sat Hăiești; comuna Săcelu                            | „Jidovi” 45.08333°N 23.55°E | sec. II - III p. Chr.                                      | Încarcă foto \| video | Raportează eroare |
| GJ-I-s-B-09136 (RAN: 82350.01)                   | Așezare fortificată dacică                                                           | sat Păișani; comuna Stoina                            | „La Cetate” 44.66667°N 23.65°E | sec. IV - I a. Chr., Latène                                | Încarcă foto \| video | Raportează eroare |
| GJ-I-s-B-09137 (RAN: 81399.01)                   | Așezare dacică fortificată                                                           | sat Polovragi; comuna Polovragi                       | „Crucea lui Ursache” 45.2026°N 23.786°E | sec. II - I a. Chr., Latène, Cultura geto-dacică           | Încarcă foto \| video | Raportează eroare |
| GJ-I-s-B-09138 (RAN: 81585.01)                   | Situl arheologic de la Runcu, punct „La Bulboc”, „Cracul Răchițele”, „Peștera Popii” | sat Runcu; comuna Runcu                               | „La Bulboc”, „Cracul Răchițele”, „Peștera Popii” |                                                            | Încarcă foto \| video | Raportează eroare |
| GJ-I-m-B-09138.01 (RAN: 102516.01.02)            | Așezare                                                                              | sat Runcu; comuna Runcu                               | „La Bulboc”, „Cracul Răchițele”, „Peștera Popii” 45.1°N 23.15°E | Epoca bronzului timpuriu, Cultura Coțofeni                 | Încarcă foto \| video | Raportează eroare |
| GJ-I-m-B-09138.02 (RAN: 81585.01.01)             | Așezare                                                                              | sat Runcu; comuna Runcu                               | „La Bulboc”, „Cracul Răchițele”, „Peștera Popii” 45.1°N 23.15°E | Paleolitic                                                 | Încarcă foto \| video | Raportează eroare |
| GJ-I-s-B-09139 (RAN: 102516.02)                  | Situl arheologic de la Runcu, punct „La Cruce”                                       | sat Runcu; comuna Runcu                               | „La Cruce” 45.1°N 23.15°E |                                                            | Încarcă foto \| video | Raportează eroare |
| GJ-I-m-B-09139.01 (RAN: 81585.02.01)             | Așezare                                                                              | sat Runcu; comuna Runcu                               | „La Cruce” 45.1°N 23.15°E | Latène                                                     | Încarcă foto \| video | Raportează eroare |
| GJ-I-m-B-09139.02                                | Așezare                                                                              | sat Runcu; comuna Runcu                               | „La Cruce” | Perioada de tranziție la epoca bronzului, Cultura Coțofeni | Încarcă foto \| video | Raportează eroare |
| GJ-I-s-B-09140 (RAN: 81585.03)                   | Așezarea medievală de la Runcu                                                       | sat Runcu; comuna Runcu                               | „La morminți”, în vatra satului | sec. XV - XVI                                              | Încarcă foto \| video | Raportează eroare |
| GJ-I-s-B-09141 (RAN: 81763.01)                   | Așezarea și necropola romană de la Săcelu                                            | sat Săcelu; comuna Săcelu                             | „Turtița”, „Grui” | Epoca romană                                               | Încarcă foto \| video | Raportează eroare |
| GJ-I-m-B-09141.01 (RAN: 81763.01.01)             | Așezare                                                                              | sat Săcelu; comuna Săcelu                             | „Turtița”, „Grui” 45.08333°N 23.55°E | sec. II - III p. Chr.                                      | Încarcă foto \| video | Raportează eroare |
| GJ-I-m-B-09141.02 (RAN: 81763.01.02)             | Necropolă                                                                            | sat Săcelu; comuna Săcelu                             | „Turtița”, „Grui” 45.08333°N 23.55°E | sec. II - III p. Chr.                                      | Încarcă foto \| video | Raportează eroare |
| GJ-I-m-B-09141.03                                | Așezare                                                                              | sat Săcelu; comuna Săcelu                             | „Turiță”, „Grui” | Epoca romană                                               | Încarcă foto \| video | Raportează eroare |
| GJ-I-s-B-09142                                   | Situl arheologic de la Sărdănești                                                    | sat Sărdănești; comuna Plopșoru                       | „În cimitir” |                                                            | Încarcă foto \| video | Raportează eroare |
| GJ-I-m-B-09142.01 (RAN: 81362.01.01)             | Necropolă                                                                            | sat Sărdănești; comuna Plopșoru                       | „În cimitir” 44.78333°N 23.35°E | sec. XVII                                                  | Încarcă foto \| video | Raportează eroare |
| GJ-I-s-B-09143 (RAN: 78864.01)                   | Situl arheologic de la Socu                                                          | sat Socu; comuna Bărbătești                           | „Cioaca Boii” și „Dealullui Istrate” |                                                            | Încarcă foto \| video | Raportează eroare |
| GJ-I-m-B-09143.01 (RAN: 78864.01.01)             | Așezare                                                                              | sat Socu; comuna Bărbătești                           | „Cioaca Boii” și „Dealullui Istrate” | Epoca dacică                                               | Încarcă foto \| video | Raportează eroare |
| GJ-I-m-B-09143.02 (RAN: 78864.02.01)             | Așezare                                                                              | sat Socu; comuna Bărbătești                           | „Cioaca Boii” și „Dealullui Istrate” | sec. II a. Chr. - sec. I p. Chr., Latène                   | Încarcă foto \| video | Raportează eroare |
| GJ-I-m-B-09143.03                                | Așezarea de epoca bronzului de la Socu                                               | sat Socu; comuna Bărbătești                           | „Cioaca Boii” și „Dealullui Istrate” | Epoca bronzului timpuriu                                   | Încarcă foto \| video | Raportează eroare |
| GJ-I-m-B-09143.04                                | Așezare                                                                              | sat Socu; comuna Bărbătești                           | „Cioaca Boii” și „Dealullui Istrate” | Perioada de tranziție la epoca bronzului, Cultura Coțofeni | Încarcă foto \| video | Raportează eroare |
| GJ-I-s-B-09144 (RAN: 82591.01)                   | Situl arheologic de la Spahii                                                        | sat Spahii; comuna Turburea                           | „Dealul Spahiilor” |                                                            | Încarcă foto \| video | Raportează eroare |
| GJ-I-m-B-09144.01 (RAN: 82591.01.01)             | Așezare                                                                              | sat Spahii; comuna Turburea                           | „Dealul Spahiilor” 44.71667°N 23.51667°E | sec. III a. Chr., Latène                                   | Încarcă foto \| video | Raportează eroare |
| GJ-I-m-B-09144.02 (RAN: 82591.01.02)             | Necropolă dacică                                                                     | sat Spahii; comuna Turburea                           | „Dealul Spahiilor” 44.71667°N 23.51667°E | sec. III a. Chr., Latène                                   | Încarcă foto \| video | Raportează eroare |
| GJ-I-s-B-09145 (RAN: 82118.01)                   | Situl arheologic de la Șiacu                                                         | sat Șiacu; comuna Slivilești                          | „Dealul Bungeteanu” |                                                            | Încarcă foto \| video | Raportează eroare |
| GJ-I-m-B-09145.01                                | Fortificație                                                                         | sat Șiacu; comuna Slivilești                          | „Dealul Bungeteanu” | sec. VII - VI a. Chr.                                      | Încarcă foto \| video | Raportează eroare |
| GJ-I-m-B-09145.02                                | Așezare                                                                              | sat Șiacu; comuna Slivilești                          | „Dealul Bungeteanu” | Perioada de tranziție la epoca bronzului, Cultura Coțofeni | Încarcă foto \| video | Raportează eroare |
| GJ-I-s-B-09146 (RAN: 82421.01)                   | Fortificația dacică de la Șomănești                                                  | sat Șomănești; comuna Telești                         | „Cioca cu bani” 44.95°N 23.13333°E | sec. I a. Chr., Latène                                     | Încarcă foto \| video | Raportează eroare |
| GJ-I-s-B-09147 (RAN: 82109.01)                   | Așezarea neolitică de la Șura                                                        | sat Șura; comuna Slivilești                           | „Valea Caselor” 43.75°N 24.1°E | Neolitic, Cultura Vinca                                    | Încarcă foto \| video | Raportează eroare |
| GJ-I-s-B-09148 (RAN: 78338.01)                   | Situl arheologic de la Târgu - Cărbunești, punct „Geminele”                          | oraș Târgu Cărbunești                                 | „Geminele” |                                                            | Încarcă foto \| video | Raportează eroare |
| GJ-I-m-B-09148.01 (RAN: 78338.01.02)             | Așezare                                                                              | oraș Târgu Cărbunești                                 | „Geminele” 44.96667°N 23.53333°E | Epoca bronzului                                            | Încarcă foto \| video | Raportează eroare |
| GJ-I-m-B-09148.02 (RAN: 78338.01.01)             | Așezare                                                                              | oraș Târgu Cărbunești                                 | „Geminele” 44.96667°N 23.53333°E | Neolitic, Cultura Sălcuța                                  | Încarcă foto \| video | Raportează eroare |
| GJ-I-s-A-09149 (RAN: 82403.01)                   | Situl arheologic de la Telești                                                       | sat Telești; comuna Telești                           | „Curături” |                                                            | Încarcă foto \| video | Raportează eroare |
| GJ-I-m-A-09149.01 (RAN: 82403.01.02)             | Necropolă                                                                            | sat Telești; comuna Telești                           | „Curături” 45.01667°N 23.06667°E | Hallstatt târziu                                           | Încarcă foto \| video | Raportează eroare |
| GJ-I-m-A-09149.02 (RAN: 82403.01.01)             | Așezare                                                                              | sat Telești; comuna Telești                           | „Curături” 45.01667°N 23.06667°E | sec. VI - V a. Chr., Hallstatt                             | Încarcă foto \| video | Raportează eroare |
| GJ-I-s-A-09150 (RAN: 82403.02)                   | Necropola Hallstatt de la Telești                                                    | sat Telești; comuna Telești                           | „Livezile mari” 45.01667°N 23.06667°E | sec. VI - V a. Chr., Hallstatt târziu                      | Încarcă foto \| video | Raportează eroare |
| GJ-I-s-B-09151 (RAN: 82369.01)                   | Situl arheologic de la Toiaga                                                        | sat Toiaga; comuna Stoina                             | „Curături” |                                                            | Încarcă foto \| video | Raportează eroare |
| GJ-I-m-B-09151.01 (RAN: 82369.01.01)             | Așezare                                                                              | sat Toiaga; comuna Stoina                             | „Curături” 44.7°N 23.63333°E | sec. IV - I a. Chr., Latène                                | Încarcă foto \| video | Raportează eroare |
| GJ-I-m-B-09151.02 (RAN: 82369.01.02)             | Fortificație                                                                         | sat Toiaga; comuna Stoina                             | „Curături” 44.7°N 23.63333°E | sec. II - I a. Chr., Latène                                | Încarcă foto \| video | Raportează eroare |
| GJ-I-s-B-09152 (RAN: 82528.01)                   | Așezarea de epoca bronzului de la Topești                                            | sat Topești; oraș Tismana                             | „Cetate” 45.03333°N 22.95°E | Epoca bronzului                                            | Alte imagini          | Raportează eroare |
| GJ-I-s-B-09153 (RAN: 78463.01)                   | Așezarea dacică fortificată de la Țicleni                                            | oraș Țicleni                                          | „La Cetate” 44.88334°N 23.41667°E | Latène, Cultura geto-dacică                                | Încarcă foto \| video | Raportează eroare |
| GJ-I-s-B-09154 (RAN: 79638.01)                   | Ruinele bisericii mănăstirii de la Valea Mănăstirii                                  | sat Valea Mănăstirii; comuna Cătunele                 | „În cimitir” 44.83333°N 22.93333°E | sec. XIV                                                   | Încarcă foto \| video | Raportează eroare |
| GJ-I-s-B-09155 (RAN: 79647.01)                   | Situl arheologic de la Valea Perilor                                                 | sat Valea Perilor; comuna Cătunele                    | „Chivadarul” 44.833°N 22.93178°E | sec. II - III p. Chr.                                      | Încarcă foto \| video | Raportează eroare |
| GJ-I-s-B-09155.01                                | Castru de pământ                                                                     | sat Valea Perilor; comuna Cătunele                    | „Chivadarul” | sec. II - III p. Chr.                                      | Încarcă foto \| video | Raportează eroare |
| GJ-I-s-B-09155.02                                | Așezare                                                                              | sat Valea Perilor; comuna Cătunele                    | „Chivadarul” | sec. II - III p. Chr.                                      | Încarcă foto \| video | Raportează eroare |
| GJ-I-s-B-09156 (RAN: 81745.01)                   | Așezarea de la Valea Poienii                                                         | sat Valea Poienii; comuna Samarinești                 | „La Măgura” | sec. V - VII                                               | Încarcă foto \| video | Raportează eroare |
| GJ-I-s-B-09157 (RAN: 82788.01)                   | Așezarea de la Văgiulești                                                            | sat Văgiulești; comuna Văgiulești                     | „Valea Casei” 44.73333°N 23.08333°E | sec. V - VI                                                | Încarcă foto \| video | Raportează eroare |
| GJ-I-s-B-09158 (RAN: 80659.01)                   | Situl arheologic de la Vidin                                                         | sat Vidin; comuna Jupânești                           | „Surlița” și „Boia” 44.91667°N 23.55°E |                                                            | Încarcă foto \| video | Raportează eroare |
| GJ-I-m-B-09158.01                                | Așezare                                                                              | sat Vidin; comuna Jupânești                           | „Surlița” și „Boia” | sec. XVIII                                                 | Încarcă foto \| video | Raportează eroare |
| GJ-I-m-B-09158.02 (RAN: 80659.01.02)             | Așezare                                                                              | sat Vidin; comuna Jupânești                           | „Surlița” și „Boia” 44.91667°N 23.55°E | Epoca dacică                                               | Încarcă foto \| video | Raportează eroare |
| GJ-I-m-B-09158.03 (RAN: 80659.01.01)             | Așezare                                                                              | sat Vidin; comuna Jupânești                           | „Surlița” și „Boia” 44.91667°N 23.55°E | Epoca bronzului                                            | Încarcă foto \| video | Raportează eroare |
| GJ-I-s-B-09159 (RAN: 80668.01)                   | Așezarea de epoca bronzului de la Vierșani                                           | sat Vierșani; comuna Jupânești                        | „Poarta luncii” 44.91667°N 23.55°E | Epoca bronzului, Cultura Verbicioara                       | Încarcă foto \| video | Raportează eroare |
| GJ-I-s-B-09160 (RAN: 80668.03)                   | Așezarea de epoca bronzului de la Vierșani II                                        | sat Vierșani; comuna Jupânești                        | „Piscul cerului” 44.91667°N 23.55°E | sec. II - I a. Chr., Latène                                | Încarcă foto \| video | Raportează eroare |
| GJ-II-m-B-09161 (RAN: 77821.03)                  | Biserica „Sf. Împărați”                                                              | localitate componentă Romanești, municipiul Târgu Jiu | Str. Recunoștinței 5 45.03722°N 23.27111°E | 1820-1830                                                  | Încarcă foto \| video | Raportează eroare |
| GJ-II-m-B-09162                                  | Biserica „Nașterea Maicii Domnului”                                                  | municipiul Târgu Jiu                                  | Aleea Teodoroiu Ecaterina 13, Cartier Șișești | 1839                                                       | Încarcă foto \| video | Raportează eroare |
| GJ-II-m-B-09163                                  | Podul Vechi                                                                          | municipiul Târgu Jiu                                  | Bd. Brâncuși Constantin 12, Grădina publică 45.0427°N 23.2671°E | 1894                                                       | Alte imagini          | Raportează eroare |
| GJ-II-m-B-09179                                  | Școala Normală                                                                       | municipiul Târgu Jiu                                  | Str. 1 Decembrie 1918 106 45.045°N 23.23039°E | 1924                                                       | Încarcă foto \| video | Raportează eroare |
| GJ-II-m-B-09165 (RAN: 77821.06)                  | Biserica „Sfântul Nicolae”, „Sfântul Andrei”                                         | municipiul Târgu Jiu                                  | Str. 11 Iunie 1848 50 | 1810                                                       | Alte imagini          | Raportează eroare |
| GJ-II-m-B-09166 (RAN: 77821.05)                  | Casa protopopului Andrei Schevofilax                                                 | municipiul Târgu Jiu                                  | Str. 16 Februarie 9 | sec. XVIII                                                 |                       | Raportează eroare |
| GJ-II-m-B-09167                                  | Casă                                                                                 | municipiul Târgu Jiu                                  | Bd. Brâncuși Constantin 15 | 1933                                                       | Încarcă foto \| video | Raportează eroare |
| GJ-II-m-B-09168                                  | Cămin de Ucenici al Cooperației Meșteșugărești                                       | municipiul Târgu Jiu                                  | Bd. Brâncuși Constantin 19 45.04231°N 23.27088°E | 1933                                                       |                       | Raportează eroare |
| GJ-II-m-B-09169                                  | Casă                                                                                 | localitate componentă Drăgoeni, municipiul Târgu Jiu  | Str. Drăgoeni 74 | înc. sec. XX                                               | Încarcă foto \| video | Raportează eroare |
| GJ-II-m-B-09170                                  | Casă                                                                                 | localitate componentă Drăgoeni, municipiul Târgu Jiu  | Str. Drăgoeni 172 | înc. sec. XX                                               | Încarcă foto \| video | Raportează eroare |
| GJ-II-m-B-20123                                  | Casă                                                                                 | municipiul Târgu Jiu                                  | Str. Drăgoeni 414 | înc. sec. XX                                               | Încarcă foto \| video | Raportează eroare |
| GJ-II-m-B-09171                                  | Biserica „Sf. Apostoli”                                                              | municipiul Târgu Jiu                                  | Calea Eroilor 44A 45.0383°N 23.2782°E | 1937                                                       |                       | Raportează eroare |
| GJ-II-m-B-09172                                  | Casa Vintilă                                                                         | municipiul Târgu Jiu                                  | Calea Eroilor 5 | 1928                                                       |                       | Raportează eroare |
| GJ-II-m-B-20124                                  | Casă                                                                                 | municipiul Târgu Jiu                                  | Calea Eroilor 20 | înc. sec. XX                                               | Încarcă foto \| video | Raportează eroare |
| GJ-II-m-B-09173                                  | Casă                                                                                 | municipiul Târgu Jiu                                  | Calea Eroilor 23 45.03887°N 23.27312°E | 1929                                                       |                       | Raportează eroare |
| GJ-II-m-B-09174                                  | Casa Opriș                                                                           | municipiul Târgu Jiu                                  | Calea Eroilor 49 | 1930                                                       |                       | Raportează eroare |
| GJ-II-m-B-09175                                  | Casă                                                                                 | municipiul Târgu Jiu                                  | Calea Eroilor 92 45.03745°N 23.28445°E | 1928                                                       |                       | Raportează eroare |
| GJ-II-m-B-09176                                  | Casa Ion Carabatescu                                                                 | municipiul Târgu Jiu                                  | Str. Geneva 4 | înc. sec. XX                                               | Încarcă foto \| video | Raportează eroare |
| GJ-II-m-B-09177                                  | Prefectura Veche                                                                     | municipiul Târgu Jiu                                  | Str. Geneva 8 45.03926°N 23.27605°E | 1875                                                       | Alte imagini          | Raportează eroare |
| GJ-II-m-B-09178                                  | Casa Gherghe                                                                         | municipiul Târgu Jiu                                  | Str. Geneva 13A | 1930-1935                                                  |                       | Raportează eroare |
| GJ-II-m-B-09180 (RAN: 77821.11)                  | Casa șetrarului Chiriță Corbeanu                                                     | municipiul Târgu Jiu                                  | Str. Parâng 1 | sec. XVIII                                                 | Alte imagini          | Raportează eroare |
| GJ-II-m-B-09181                                  | Casa Iunian Grigore                                                                  | municipiul Târgu Jiu                                  | Bd. Republicii 1 45.03667°N 23.27446°E | 1940                                                       |                       | Raportează eroare |
| GJ-II-m-B-09182                                  | Casele Doppelreiter                                                                  | municipiul Târgu Jiu                                  | Bd. Republicii 10 | 1932                                                       | Încarcă foto \| video | Raportează eroare |
| GJ-II-m-B-09183                                  | Casă                                                                                 | municipiul Târgu Jiu                                  | Bd. Republicii 13 | 1935                                                       | Încarcă foto \| video | Raportează eroare |
| GJ-II-m-B-09184 (RAN: 77821.10)                  | Casa Vasile Moangă                                                                   | municipiul Târgu Jiu                                  | Str. Siretului 30 | sec. XVIII                                                 | Încarcă foto \| video | Raportează eroare |
| GJ-II-a-A-09185 (RAN: 77821.04)                  | Ansamblul curții lui Cornea Brăiloiu                                                 | municipiul Târgu Jiu                                  | Str. Dumbrava 35 | sec. XVIII                                                 | Alte imagini          | Raportează eroare |
| GJ-II-m-A-09185.01                               | Casa lui Cornea Brăiloiu                                                             | municipiul Târgu Jiu                                  | Str. Dumbrava 35 | 1699                                                       | Alte imagini          | Raportează eroare |
| GJ-II-m-A-09185.02                               | Biserica „Adormirea Maicii Domnului”                                                 | municipiul Târgu Jiu                                  | Bd. Teodoroiu Ecaterina 365 | 1694, ref. 1911                                            |                       | Raportează eroare |
| GJ-II-m-A-09185.03                               | Zid de incintă                                                                       | municipiul Târgu Jiu                                  | Str. Dumbrava 35 | sec. XVIII - XIX                                           |                       | Raportează eroare |
| GJ-II-m-A-09185.04                               | Grajduri                                                                             | municipiul Târgu Jiu                                  | Str. Dumbrava 35 | sec. XVIII - XIX                                           | Încarcă foto \| video | Raportează eroare |
| GJ-II-a-B-09186                                  | Ansamblu urban                                                                       | municipiul Târgu Jiu                                  | Str. Traian, Vladimirescu T., Unirii, Grivița, Calea ferată, Calea Eroilor |                                                            |                       | Raportează eroare |
| GJ-II-m-B-09187                                  | Colegiul Național „Tudor Vladimirescu”                                               | municipiul Târgu Jiu                                  | Str. Unirii 13 45.0368°N 23.2743°E | 1896-1898                                                  | Alte imagini          | Raportează eroare |
| GJ-II-m-B-09188                                  | Casa Catană                                                                          | municipiul Târgu Jiu                                  | Str. Unirii 37 | 1930-1935                                                  | Încarcă foto \| video | Raportează eroare |
| GJ-II-m-A-09189 (RAN: 77821.09)                  | Biserica „Sf. Voievozi”                                                              | municipiul Târgu Jiu                                  | Piața Victoriei 45.04138°N 23.2717°E | 1748-1764                                                  | Alte imagini          | Raportează eroare |
| GJ-II-m-B-09190 (RAN: 77821.08)                  | Casa Barbu Gănescu                                                                   | municipiul Târgu Jiu                                  | Piața Victoriei 2 45.04109°N 23.27276°E | sec. XVIII                                                 | Alte imagini          | Raportează eroare |
| GJ-II-m-A-09191                                  | Prefectura Județului Gorj                                                            | municipiul Târgu Jiu                                  | Piața Victoriei 4 45.0412°N 23.27213°E | 1898                                                       | Alte imagini          | Raportează eroare |
| GJ-II-m-B-09192                                  | Palatul Finanțelor, azi Universitatea C. Brâncuși                                    | municipiul Târgu Jiu                                  | Str. Victoriei 24 45.0395°N 23.2721°E | 1900                                                       |                       | Raportează eroare |
| GJ-II-m-B-09193                                  | Casă                                                                                 | municipiul Târgu Jiu                                  | Str. Victoriei 126 | 1909                                                       | Încarcă foto \| video | Raportează eroare |
| GJ-II-m-B-09194                                  | Casa Niculescu                                                                       | municipiul Târgu Jiu                                  | Str. Victoriei 132 | 1907                                                       | Încarcă foto \| video | Raportează eroare |
| GJ-II-m-B-09195                                  | Casa Pâinișoară                                                                      | municipiul Târgu Jiu                                  | Str. Victoriei 149 | 1904                                                       | Încarcă foto \| video | Raportează eroare |
| GJ-II-m-B-09196                                  | Casă                                                                                 | municipiul Târgu Jiu                                  | Str. Vladimirescu Tudor 14 | 1850                                                       | Încarcă foto \| video | Raportează eroare |
| GJ-II-m-B-20125                                  | Casă                                                                                 | municipiul Târgu Jiu                                  | Str. Vladimirescu Tudor 16 | 1864                                                       |                       | Raportează eroare |
| GJ-II-m-B-09197                                  | Casă                                                                                 | municipiul Târgu Jiu                                  | Str. Vladimirescu Tudor 18 | 1934                                                       |                       | Raportează eroare |
| GJ-II-m-B-21126                                  | Casă                                                                                 | municipiul Târgu Jiu                                  | Str. Vladimirescu Tudor 20 | 1912                                                       | Încarcă foto \| video | Raportează eroare |
| GJ-II-m-B-09198                                  | Casa Găvănescu                                                                       | municipiul Târgu Jiu                                  | Str. Vladimirescu Tudor 25 | 1934                                                       | Încarcă foto \| video | Raportează eroare |
| GJ-II-m-B-09199                                  | Casa Miloșescu                                                                       | municipiul Târgu Jiu                                  | Str. Vladimirescu Tudor 27 | 1910                                                       |                       | Raportează eroare |
| GJ-II-m-B-09200                                  | Casă                                                                                 | municipiul Târgu Jiu                                  | Str. Vladimirescu Tudor 29 | 1893                                                       | Încarcă foto \| video | Raportează eroare |
| GJ-II-m-B-09201                                  | Casă                                                                                 | municipiul Târgu Jiu                                  | Str. Vladimirescu Tudor 31 | 1893                                                       | Încarcă foto \| video | Raportează eroare |
| GJ-II-m-B-09202                                  | Casă                                                                                 | municipiul Târgu Jiu                                  | Str. Vladimirescu Tudor 33 45.04044°N 23.27388°E | 1926                                                       |                       | Raportează eroare |
| GJ-II-m-B-09204 (RAN: 77821.07)                  | Casa Dimitrie Măldărescu                                                             | municipiul Târgu Jiu                                  | Str. Vladimirescu Tudor 36 45.03951°N 23.27691°E | sec. XVIII                                                 | Alte imagini          | Raportează eroare |
| GJ-II-m-B-09203                                  | Casă                                                                                 | municipiul Târgu Jiu                                  | Str. Vladimirescu Tudor 37 45.04069°N 23.27409°E | 1912                                                       |                       | Raportează eroare |
| GJ-II-m-B-09205 (RAN: 78481)                     | Ruinele bisericii „Sf. Nicolae”                                                      | sat Albeni; comuna Albeni                             | | ante 1730                                                  | Alte imagini          | Raportează eroare |
| GJ-II-m-B-09206                                  | Biserica de lemn „Sf. Îngeri”                                                        | sat Alimpești; comuna Alimpești                       | | înc. sec. XIX                                              | Alte imagini          | Raportează eroare |
| GJ-II-m-B-09207 (RAN: 79861.01)                  | Biserica de lemn „Cuvioasa Paraschiva”                                               | sat Aninișu din Vale; comuna Crasna                   | | 1800                                                       | Alte imagini          | Raportează eroare |
| GJ-II-m-B-09208 (RAN: 78677.01)                  | Casa de lemn Elisaveta Rașoveanu                                                     | sat Arcani; comuna Arcani                             | | înc. sec. XIX                                              | Încarcă foto \| video | Raportează eroare |
| GJ-II-m-B-09209                                  | Biserica de lemn „Sfântul Ioan Botezătorul”                                          | sat Artanu; comuna Negomir                            | | 1825 Gheorghe Băleanu (pictor)                             | Alte imagini          | Raportează eroare |
| GJ-II-a-B-09210 (RAN: 78720.03)                  | Ansamblul bisericii „Toți Sfinții”                                                   | sat Baia de Fier; comuna Baia de Fier                 | | 1750                                                       | Încarcă foto \| video | Raportează eroare |
| GJ-II-m-B-09210.01                               | Biserica „Toți Sfinții”                                                              | sat Baia de Fier; comuna Baia de Fier                 | | 1750                                                       | Încarcă foto \| video | Raportează eroare |
| GJ-II-m-B-09210.02                               | Zid de incintă                                                                       | sat Baia de Fier; comuna Baia de Fier                 | | 1750                                                       | Încarcă foto \| video | Raportează eroare |
| GJ-II-m-B-09211                                  | Gospodăria Pătru Flondor                                                             | sat Baia de Fier; comuna Baia de Fier                 | |                                                            | Încarcă foto \| video | Raportează eroare |
| GJ-II-m-B-09214                                  | Casa Gică Popescu                                                                    | sat Bălănești; comuna Bălănești                       | | sec. XIX                                                   | Alte imagini          | Raportează eroare |
| GJ-II-m-B-09215                                  | Casa Barbici                                                                         | sat Bălănești; comuna Bălănești                       | | înc. sec. XIX                                              | Alte imagini          | Raportează eroare |
| GJ-II-m-A-09216 (RAN: 78766.01)                  | Biserica de lemn „Sf. Voievozi”                                                      | sat Bălănești; comuna Bălănești                       | Cătun Toropi | 1680                                                       | Alte imagini          | Raportează eroare |
| GJ-II-m-B-09217                                  | Ruinele bisericii „Sf. Grigore Teologul”                                             | sat Bălănești; comuna Bălănești                       | Cătun Viezuri | 1841                                                       |                       | Raportează eroare |
| GJ-II-m-B-09218                                  | Casa de lemn Floarea Cochină                                                         | sat Bălănești; comuna Bălănești                       | | sec. XIX                                                   | Încarcă foto \| video | Raportează eroare |
| GJ-II-m-B-09219 (RAN: 78891.05)                  | Biserica de lemn „Sf. Gheorghe”                                                      | sat Bălăcești; comuna Bolboși                         | | 1755-1757                                                  | Încarcă foto \| video | Raportează eroare |
| GJ-II-m-B-09223                                  | Casa Sârbu                                                                           | sat Bălcești; comuna Bengești-Ciocadia                | 26 | sf. sec. XIX                                               | Încarcă foto \| video | Raportează eroare |
| GJ-II-a-B-09233                                  | Ansamblul școlii din Bălcești                                                        | sat Bălcești; comuna Bengești-Ciocadia                | 111 | înc. sec. XX                                               |                       | Raportează eroare |
| GJ-II-m-B-09233.01                               | Școală                                                                               | sat Bălcești; comuna Bengești-Ciocadia                | 111 | înc. sec. XX                                               |                       | Raportează eroare |
| GJ-II-m-B-09233.02                               | Casă                                                                                 | sat Bălcești; comuna Bengești-Ciocadia                | 111 | înc. sec. XX                                               | Încarcă foto \| video | Raportează eroare |
| GJ-II-m-B-09233.03                               | Fântână                                                                              | sat Bălcești; comuna Bengești-Ciocadia                | 111 | înc. sec. XX                                               | Încarcă foto \| video | Raportează eroare |
| GJ-II-m-B-09222                                  | Gospodăria C. Avramescu                                                              | sat Bălcești; comuna Bengești-Ciocadia                | 149 | 1936                                                       | Încarcă foto \| video | Raportează eroare |
| GJ-II-m-B-09220 (RAN: 78891.04)                  | Biserica „Sf. Ilie”                                                                  | sat Bălcești; comuna Bengești-Ciocadia                | 224 | 1732                                                       |                       | Raportează eroare |
| GJ-II-m-B-09234                                  | Gospodăria Ion Danciu (casa mare, fântâna, casa din spatele curții, anexe)           | sat Bălcești; comuna Bengești-Ciocadia                | 315, Cătun Perești | 1930                                                       | Încarcă foto \| video | Raportează eroare |
| GJ-II-m-B-09221 (RAN: 78891.03)                  | Biserica de lemn „Intrarea în Biserică a Maicii Domnului”                            | sat Bălcești; comuna Bengești-Ciocadia                | 430, Cătun Perești | 1790                                                       |                       | Raportează eroare |
| GJ-II-m-B-09225                                  | Casa Costică Bărbătescu                                                              | sat Bărbătești; comuna Bărbătești                     | | 1848-1850                                                  | Încarcă foto \| video | Raportează eroare |
| GJ-II-m-B-20128                                  | Casa Popa Sburlea                                                                    | sat Bărbătești; comuna Bărbătești                     | | 1891                                                       | Încarcă foto \| video | Raportează eroare |
| GJ-II-m-B-09226                                  | Biserica de lemn „Sfântul Pantelimon”                                                | sat Băzăvani; comuna Samarinești                      | | sec. XIX                                                   | Alte imagini          | Raportează eroare |
| GJ-II-m-B-09227                                  | Biserica „Sf. Vasile” și „Sf. Împărați”                                              | sat Bâlteni; comuna Bâlteni                           | | 1826                                                       | Încarcă foto \| video | Raportează eroare |
| GJ-II-m-B-09228                                  | Casa Dincă Schileru                                                                  | sat Bâlteni; comuna Bâlteni                           | 44.86201°N 23.28084°E | înc. sec. XX                                               |                       | Raportează eroare |
| GJ-II-m-B-09229                                  | Școala „Dincă Schileru”                                                              | sat Bâlteni; comuna Bâlteni                           | | înc. sec. XX                                               | Încarcă foto \| video | Raportează eroare |
| GJ-II-m-B-20129                                  | Biserica de lemn „Sf. Nicolae”                                                       | sat Bârcaciu; comuna Mușetești                        | | 1713                                                       | Încarcă foto \| video | Raportează eroare |
| GJ-II-m-B-09230 (RAN: 78481.01)                  | Biserica de lemn „Sf. Gheorghe”                                                      | sat Bârzeiu de Gilort; comuna Albeni                  | | 1800                                                       | Încarcă foto \| video | Raportează eroare |
| GJ-II-m-B-20130                                  | Casă                                                                                 | sat Bengești; comuna Bengești-Ciocadia                | | 1932                                                       | Încarcă foto \| video | Raportează eroare |
| GJ-II-m-B-09235                                  | Casa Vartolomei Văruț                                                                | sat Bengești; comuna Bengești-Ciocadia                | 4 | 1933                                                       | Încarcă foto \| video | Raportează eroare |
| GJ-II-m-B-09236                                  | Casa David Colibășanu                                                                | sat Bengești; comuna Bengești-Ciocadia                | 16 | înc. sec. XX                                               | Încarcă foto \| video | Raportează eroare |
| GJ-II-m-B-09237                                  | Casă                                                                                 | sat Bengești; comuna Bengești-Ciocadia                | 26 | înc. sec. XX                                               | Încarcă foto \| video | Raportează eroare |
| GJ-II-m-B-09238                                  | Cooperativa de Credit                                                                | sat Bengești; comuna Bengești-Ciocadia                | 80 | înc. sec. XX                                               | Încarcă foto \| video | Raportează eroare |
| GJ-II-m-B-09232                                  | Casa Elena Giurcă                                                                    | sat Bengești; comuna Bengești-Ciocadia                | 109 | 1933                                                       | Încarcă foto \| video | Raportează eroare |
| GJ-II-m-B-09239                                  | Casă                                                                                 | sat Bengești; comuna Bengești-Ciocadia                | 109 | 1933                                                       | Încarcă foto \| video | Raportează eroare |
| GJ-II-m-B-09240                                  | Vila Doichin N. Georgescu                                                            | sat Bengești; comuna Bengești-Ciocadia                | 119 | înc. sec. XIX                                              | Încarcă foto \| video | Raportează eroare |
| GJ-II-m-B-09241                                  | Casa Șt. N. Geană                                                                    | sat Bengești; comuna Bengești-Ciocadia                | 140 | 1908                                                       | Încarcă foto \| video | Raportează eroare |
| GJ-II-m-B-20131                                  | Casă                                                                                 | sat Bengești; comuna Bengești-Ciocadia                | 213 | înc. sec. XX                                               | Încarcă foto \| video | Raportează eroare |
| GJ-II-m-B-09242                                  | Casă                                                                                 | sat Bengești; comuna Bengești-Ciocadia                | 477 | înc. sec. XX                                               | Încarcă foto \| video | Raportează eroare |
| GJ-II-a-B-09231 (RAN: 78882.01)                  | Ansamblul bisericii „Sfinții Voievozi”                                               | sat Bengești; comuna Bengești-Ciocadia                | 637 | sec. XVIII                                                 | Alte imagini          | Raportează eroare |
| GJ-II-m-B-09231.01                               | Biserica „Sfinții Voievozi”                                                          | sat Bengești; comuna Bengești-Ciocadia                | 637 | sec. XVIII                                                 | Alte imagini          | Raportează eroare |
| GJ-II-m-B-09231.02                               | Zid de incintă                                                                       | sat Bengești; comuna Bengești-Ciocadia                | 637 | sec. XVIII                                                 | Încarcă foto \| video | Raportează eroare |
| GJ-II-m-B-09243                                  | Biserica de lemn „Intrarea în Biserică a Maicii Domnului”                            | sat aparținător Bercești; oraș Novaci                 | Cătun Măgura | 1834                                                       |                       | Raportează eroare |
| GJ-II-m-B-20132                                  | Biserica de lemn „Sf. Nicolae”                                                       | sat Bibești; comuna Săulești                          | | 1799                                                       | Încarcă foto \| video | Raportează eroare |
| GJ-II-m-B-09244 (RAN: 81889.01)                  | Biserica de lemn „Sf. Ioan Botezătorul”                                              | sat Bobu; comuna Scoarța                              | Cătun Bobaia | ante 1816                                                  | Alte imagini          | Raportează eroare |
| GJ-II-m-B-09245                                  | Biserica de lemn „Nașterea Maicii Domnului”                                          | sat Bobu; comuna Scoarța                              | Cătun Gorgania | ante 1860                                                  | Alte imagini          | Raportează eroare |
| GJ-II-m-B-20133                                  | Biserica de lemn „Bunavestire”                                                       | sat Boca; comuna Samarinești                          | | ante 1815                                                  | Încarcă foto \| video | Raportează eroare |
| GJ-II-m-B-09246 (RAN: 80631.01)                  | Biserica de lemn „Sf. Dumitru”                                                       | sat Boia; comuna Jupânești                            | | sec. XVIII, ref. 1816                                      | Alte imagini          | Raportează eroare |
| GJ-II-m-B-09247 (RAN: 81219.01)                  | Biserica „Sfântul Nicolae”                                                           | sat Brădiceni; comuna Peștișani                       | Cătun Mămăroi | 1739                                                       | Alte imagini          | Raportează eroare |
| GJ-II-m-B-09248 (RAN: 79246.01)                  | Biserica „Sf. Nicolae”, „Sf. Voievozi”                                               | sat Brănești; comuna Brănești                         | | 1854-1859                                                  | Încarcă foto \| video | Raportează eroare |
| GJ-II-m-B-09249                                  | Biserica de lemn „Sfinții Voievozi”                                                  | sat Brătuia; comuna Dănești                           | | sec. XIX                                                   | Alte imagini          | Raportează eroare |
| GJ-II-m-B-09250                                  | Biserica „Sf.Trei Ierarhi”                                                           | sat Budieni; comuna Scoarța                           | | 1832                                                       | Alte imagini          | Raportează eroare |
| GJ-II-m-B-09251 (RAN: 81898.01)                  | Casa Coliță                                                                          | sat Budieni; comuna Scoarța                           | | sf. sec. XVIII                                             | Încarcă foto \| video | Raportează eroare |
| GJ-II-m-B-09252 (RAN: 80917.02)                  | Biserica de lemn „Sfântul Nicolae”                                                   | oraș Bumbești Jiu                                     | Cătun Sârbești | 1760                                                       | Alte imagini          | Raportează eroare |
| GJ-II-m-B-09253 (RAN: 79317.06)                  | Biserica „Sfântul Nicolae”                                                           | oraș Bumbești-Jiu                                     | Cartier Lăzărești | 1763, ref. sec. XX                                         |                       | Raportează eroare |
| GJ-II-m-B-09254 (RAN: 79317.05)                  | Biserica „Intrarea în Biserică” a mănăstirii Lainici                                 | oraș Bumbești-Jiu                                     | cartier Lainici 45.26411°N 23.39265°E | 1812-1827                                                  | Alte imagini          | Raportează eroare |
| GJ-II-m-B-09255                                  | Biserica „Schimbarea la Față”                                                        | oraș Bumbești-Jiu                                     | Cartier Tetila | 1835                                                       |                       | Raportează eroare |
| GJ-II-a-A-09256                                  | Muzeul arhitecturii populare gorjenești                                              | oraș Bumbești-Jiu                                     | Cartier Curțișoara |                                                            |                       | Raportează eroare |
| GJ-II-m-A-09256.01                               | Cula Cornoiu                                                                         | oraș Bumbești-Jiu                                     | Cartier Curțișoara 45.10416°N 23.35°E | sec. XVIII                                                 | Alte imagini          | Raportează eroare |
| GJ-II-m-A-09256.02                               | Biserica „Sf. Ioan Botezătorul”                                                      | oraș Bumbești-Jiu                                     | Cartier Curțișoara | 1820                                                       |                       | Raportează eroare |
| GJ-II-m-B-09257                                  | Ruinele bisericii „Adormirea Maicii Domnului”, „Sf. Dumitru”                         | sat Bumbești-Pițic; comuna Bumbești-Pițic             | | sec. XIX                                                   | Încarcă foto \| video | Raportează eroare |
| GJ-II-m-B-09258 (RAN: 79371.01)                  | Biserica de lemn „Cuvioasa Paraschiva”                                               | sat Bumbești-Pițic; comuna Bumbești-Pițic             | Cătun Lupești | 1640, ref. 1833                                            | Alte imagini          | Raportează eroare |
| GJ-II-m-B-09259                                  | Han                                                                                  | sat Bumbești-Pițic; comuna Bumbești-Pițic             | La piatra kilometrică 122 | înc. sec. XX                                               | Încarcă foto \| video | Raportează eroare |
| GJ-II-m-B-09260                                  | Casa Pozneria Pantelie                                                               | sat Bumbești-Pițic; comuna Bumbești-Pițic             | 145 | înc. sec. XIX                                              | Încarcă foto \| video | Raportează eroare |
| GJ-II-m-B-09261                                  | Biserica de lemn „Sf. Îngeri”                                                        | sat Buzești; comuna Crasna                            | | 1833                                                       | Încarcă foto \| video | Raportează eroare |
| GJ-II-m-B-09262                                  | Casa Manciu                                                                          | sat Capu Dealului; comuna Brănești                    | 114 | înc. sec. XX                                               | Încarcă foto \| video | Raportează eroare |
| GJ-II-m-B-09263 (RAN: 78105.01)                  | Biserica „Sfinții Apostoli”                                                          | sat Cartiu; comuna Turcinești                         | | 1817, modif. 1904 - 1908                                   |                       | Raportează eroare |
| GJ-II-m-A-09264 (RAN: 78105.02)                  | Casa Cartianu                                                                        | sat Cartiu; comuna Turcinești                         | 45.12222°N 23.31638°E | sf. sec. XVIII                                             | Alte imagini          | Raportează eroare |
| GJ-II-m-B-09265 (RAN: 81451.01)                  | Biserica de lemn „Sf. Gheorghe”, „Intrarea în Biserică”                              | sat Călugăreasa; comuna Prigoria                      | Cătun Țoțoi | 1775                                                       | Alte imagini          | Raportează eroare |
| GJ-II-m-B-09266                                  | Biserica „Toți Sfinții”                                                              | sat Călugăreasa; comuna Prigoria                      | | 1822                                                       | Alte imagini          | Raportează eroare |
| GJ-II-a-B-09268                                  | Ansamblul bisericii de lemn „Intrarea în Biserică”                                   | sat Cărpiniș; comuna Crasna                           | | 1738                                                       | Alte imagini          | Raportează eroare |
| GJ-II-m-B-09268.01                               | Biserica de lemn „Intrarea în Biserică”                                              | sat Cărpiniș; comuna Crasna                           | | 1738                                                       |                       | Raportează eroare |
| GJ-II-m-B-09268.02                               | Zid de incintă                                                                       | sat Cărpiniș; comuna Crasna                           | | sec. XIX                                                   |                       | Raportează eroare |
| GJ-II-m-B-09269                                  | Biserica „Nașterea Maicii Domnului”                                                  | sat Cătunele; comuna Cătunele                         | | 1827                                                       | Încarcă foto \| video | Raportează eroare |
| GJ-II-m-B-09271 (RAN: 78034.01)                  | Biserica de lemn „Sfinții Voievozi”                                                  | sat Cârbești; comuna Drăguțești                       | Cătun Văleni | 1780                                                       | Alte imagini          | Raportează eroare |
| GJ-II-m-B-09272 (RAN: 79380.01)                  | Biserica de lemn „Cuvioasa Paraschiva”                                               | sat Cârligei; comuna Bumbești-Pițic                   | | 1816                                                       | Alte imagini          | Raportează eroare |
| GJ-II-m-B-09273 (RAN: 77938.01)                  | Biserica de lemn „Sfinții Arhangheli”                                                | sat Ceauru; comuna Bălești                            | cătun Arhonți | 1672                                                       | Alte imagini          | Raportează eroare |
| GJ-II-m-B-09274                                  | Biserica „Sf. Împărați”                                                              | sat Ceplea; comuna Plopșoru                           | | 1836                                                       | Încarcă foto \| video | Raportează eroare |
| GJ-II-m-B-09275                                  | Casa Cepleanu                                                                        | sat Ceplea; comuna Plopșoru                           | 44.70557°N 23.40639°E | 1822-1823                                                  | Încarcă foto \| video | Raportează eroare |
| GJ-II-m-B-20134 (RAN: 78739.01)                  | Biserica de lemn „Sf. Ioan Botezătorul”                                              | sat Cernădia; comuna Baia de Fier                     | | 1731                                                       | Alte imagini          | Raportează eroare |
| GJ-II-a-B-09276                                  | Ansamblul bisericii „Sf. Ioan Botezătorul”                                           | sat Ciocadia; comuna Bengești-Ciocadia                | 27 |                                                            |                       | Raportează eroare |
| GJ-II-m-B-09276.01                               | Biserica „Sf. Ioan Botezătorul”                                                      | sat Ciocadia; comuna Bengești-Ciocadia                | 27 | 1808                                                       |                       | Raportează eroare |
| GJ-II-m-B-09276.02                               | Zid de incintă                                                                       | sat Ciocadia; comuna Bengești-Ciocadia                | 27 | 1906                                                       | Încarcă foto \| video | Raportează eroare |
| GJ-II-m-B-09277 (RAN: 78917.02)                  | Biserica de lemn „Pogorârea Sf. Duh”, „Sf. Nicolae”                                  | sat Ciocadia; comuna Bengești-Ciocadia                | 88 | 1763                                                       | Alte imagini          | Raportează eroare |
| GJ-II-m-B-09278                                  | Biserica „Sf. Împărați”                                                              | sat Ciorari; comuna Stoina                            | | 1824                                                       | Încarcă foto \| video | Raportează eroare |
| GJ-II-m-B-09279 (RAN: 79665.01)                  | Biserica de lemn „Cuvioasa Paraschiva”                                               | sat Ciuperceni; comuna Ciuperceni                     | cătun Văianu | 1736-1737                                                  | Alte imagini          | Raportează eroare |
| GJ-II-m-B-09280                                  | Biserica „Sf. Nicolae”                                                               | sat Cleșnești; comuna Glogova                         | | 1864                                                       | Încarcă foto \| video | Raportează eroare |
| GJ-II-m-B-09281 (RAN: 81139.01)                  | Biserica de lemn „Înălțarea Domnului”                                                | sat Cloșani; comuna Padeș                             | | 1790                                                       | Alte imagini          | Raportează eroare |
| GJ-II-m-B-09282 (RAN: 81923.01)                  | Biserica de lemn „Sf. Nicolae”                                                       | sat Colibași; comuna Scoarța                          | În cimitir | 1781                                                       | Alte imagini          | Raportează eroare |
| GJ-II-m-B-09283 (RAN: 81932.01)                  | Biserica de lemn „Buna Vestire”, „Izvorul Tămăduirii”                                | sat Copăcioasa; comuna Scoarța                        | | 1719, ref. 1797 și 1870                                    |                       | Raportează eroare |
| GJ-II-m-B-20135                                  | Casa Petre Dobran                                                                    | sat Copăcioasa; comuna Scoarța                        | | 1910                                                       | Încarcă foto \| video | Raportează eroare |
| GJ-II-m-B-09284                                  | Casa Ioana I. Popescu                                                                | sat Copăcioasa; comuna Scoarța                        | 7 | înc. sec. XX                                               | Încarcă foto \| video | Raportează eroare |
| GJ-II-m-B-09285                                  | Biserica de lemn „Sf. Dumitru”, „Adormirea Maicii Domnului”                          | sat Cornești; comuna Bălești                          | | 1846                                                       | Alte imagini          | Raportează eroare |
| GJ-II-m-B-20136                                  | Biserica de lemn „Sf. Nicolae”                                                       | sat Cornetu; comuna Căpreni                           | | 1829-1830                                                  | Încarcă foto \| video | Raportează eroare |
| GJ-II-a-B-09286 (RAN: 82804.01)                  | Fostul schit Covrigi                                                                 | sat Covrigi; comuna Văgiulești                        | | 1809                                                       | Încarcă foto \| video | Raportează eroare |
| GJ-II-m-B-09286.01                               | Biserica „Nașterea Maicii Domnului” a fostului schit Covrigi                         | sat Covrigi; comuna Văgiulești                        | | 1809                                                       | Încarcă foto \| video | Raportează eroare |
| GJ-II-m-B-09286.02                               | Ruine chilii                                                                         | sat Covrigi; comuna Văgiulești                        | | 1809                                                       | Încarcă foto \| video | Raportează eroare |
| GJ-II-a-A-09288 (RAN: 79843.03)                  | Ansamblul schitului Crasna                                                           | sat Crasna; comuna Crasna                             | Fostul sat Crasna-Ungureni | 1636                                                       | Alte imagini          | Raportează eroare |
| GJ-II-m-A-09288.01                               | Biserica „Sf. Nicolae”                                                               | sat Crasna; comuna Crasna                             | fostul sat Crasna - Ungureni | 1636                                                       |                       | Raportează eroare |
| GJ-II-m-A-09288.02                               | Chilii                                                                               | sat Crasna; comuna Crasna                             | fostul sat Crasna - Ungureni | sec. XVII                                                  |                       | Raportează eroare |
| GJ-II-m-A-09288.03                               | Turn clopotniță                                                                      | sat Crasna; comuna Crasna                             | fostul sat Crasna - Ungureni | sec. XVII                                                  |                       | Raportează eroare |
| GJ-II-m-A-09288.04                               | Zid de incintă                                                                       | sat Crasna; comuna Crasna                             | fostul sat Crasna - Ungureni | sec. XVII                                                  | Încarcă foto \| video | Raportează eroare |
| GJ-II-m-B-09289                                  | Biserica de lemn „Intrarea în Biserică”                                              | sat Crasna din Deal; comuna Crasna                    | | 1795                                                       | Alte imagini          | Raportează eroare |
| GJ-II-m-B-09290 (RAN: 79898.01)                  | Casa de lemn Dumitru Danciu                                                          | sat Crasna din Deal; comuna Crasna                    | | sec. XVIII                                                 |                       | Raportează eroare |
| GJ-II-m-B-09291 (RAN: 79843.02)                  | Biserica de lemn „Adormirea Maicii Domnului”                                         | sat Crasna din Vale; comuna Crasna                    | | sec. XVIII                                                 | Alte imagini          | Raportează eroare |
| GJ-II-m-B-09292 (RAN: 79843.01)                  | Biserica de lemn „Izvorul Tămăduirii”                                                | sat Crasna-Ungureni; comuna Crasna                    | | 1768                                                       | Alte imagini          | Raportează eroare |
| GJ-II-m-B-09293 (RAN: 82181.01)                  | Biserica de lemn „Adormirea Maicii Domnului”                                         | sat Curpen; comuna Stănești                           | cătun Curpenel | 1801                                                       | Alte imagini          | Raportează eroare |
| GJ-II-m-B-09294 (RAN: 81317.01)                  | Biserica „Sf. Nicolae”                                                               | sat Cursaru; comuna Plopșoru                          | | 1820                                                       | Încarcă foto \| video | Raportează eroare |
| GJ-II-m-B-20137                                  | Biserica de lemn „Sf. Trei Ierarhi”                                                  | sat Dealu Viilor; comuna Cătunele                     | | sec. XIX                                                   | Încarcă foto \| video | Raportează eroare |
| GJ-II-m-B-09295                                  | Pivniță de deal                                                                      | sat Dobrița; comuna Runcu                             | | sec. XIX                                                   | Încarcă foto \| video | Raportează eroare |
| GJ-II-m-B-09296                                  | Biserica „Sfinții Arhangheli”                                                        | sat Doseni; comuna Albeni                             | | 1825                                                       | Alte imagini          | Raportează eroare |
| GJ-II-m-B-09297 (RAN: 79905.01)                  | Biserica de lemn „Cuvioasa Paraschiva”                                               | sat Drăgoiești; comuna Crasna                         | În cimitir | 1760                                                       | Alte imagini          | Raportează eroare |
| GJ-II-m-B-09298 (RAN: 79914.01)                  | Biserica de lemn „Adormirea Maicii Domnului”                                         | sat Dumbrăveni; comuna Crasna                         | | 1768                                                       |                       | Raportează eroare |
| GJ-II-m-B-09299                                  | Biserica de lemn „Sf. Gheorghe”                                                      | sat Dumbrăveni; comuna Crasna                         | În cimitir | 1824                                                       | Alte imagini          | Raportează eroare |
| GJ-II-m-B-09300                                  | Biserica de lemn „Sfântul Ioan Botezătorul”                                          | sat Fărcășești; comuna Fărcășești                     | Cătun Broștenița | 1848                                                       | Alte imagini          | Raportează eroare |
| GJ-II-m-B-20138                                  | Biserica de lemn „Sf. Nicolae”                                                       | sat Fărcășești; comuna Fărcășești                     | | 1847                                                       | Încarcă foto \| video | Raportează eroare |
| GJ-II-m-B-09302 (RAN: 82859.01)                  | Biserica „Sf. Împărați”                                                              | sat Frasin; comuna Vladimir                           | | 1817                                                       | Încarcă foto \| video | Raportează eroare |
| GJ-II-m-B-09303                                  | Biserica de lemn „Adormirea Maicii Domnului”                                         | sat Frătești; comuna Lelești                          | | 1825                                                       | Alte imagini          | Raportează eroare |
| GJ-II-m-B-09301                                  | Biserica de lemn „Sf. Gheorghe”                                                      | sat Frâncești; comuna Peștișani                       | Cătun Boacșa | 1823                                                       | Alte imagini          | Raportează eroare |
| GJ-II-m-B-09304 (RAN: 78793.03)                  | Biserica de lemn „Sf. Gheorghe”                                                      | sat Glodeni; comuna Bălănești                         | Cătun Ciorești | 1772                                                       | Încarcă foto \| video | Raportează eroare |
| GJ-II-m-A-09305 (RAN: 78793.02)                  | Biserica de lemn „Cuvioasa Paraschiva”                                               | sat Glodeni; comuna Bălănești                         | Cătun Bâșneci | 1728, ref. 1791-1792                                       | Alte imagini          | Raportează eroare |
| GJ-II-m-B-20139                                  | Pivniță de deal                                                                      | sat Glodeni; comuna Bălănești                         | | sec. XIX                                                   | Încarcă foto \| video | Raportează eroare |
| GJ-II-a-A-09306 (RAN: 80409.01)                  | Ansamblul Glogoveanu                                                                 | sat Glogova; comuna Glogova                           | 44.93785°N 22.8999°E | sec. XVII - XVIII                                          |                       | Raportează eroare |
| GJ-II-m-A-09306.01                               | Casa Glogoveanu                                                                      | sat Glogova; comuna Glogova                           | | sec. XVII - XVIII                                          | Alte imagini          | Raportează eroare |
| GJ-II-m-A-09306.02                               | Biserica „Sf. Nicolae”                                                               | sat Glogova; comuna Glogova                           | | 1730                                                       | Încarcă foto \| video | Raportează eroare |
| GJ-II-m-A-09306.03                               | Zid de incintă                                                                       | sat Glogova; comuna Glogova                           | | sec. XVIII                                                 | Încarcă foto \| video | Raportează eroare |
| GJ-II-m-B-09307 (RAN: 82476.01)                  | Biserica de lemn „Nașterea Maicii Domnului”                                          | sat Gornovița; oraș Tismana                           | | 1764, ref. 1939 - 1945                                     |                       | Raportează eroare |
| GJ-II-m-B-09308 (RAN: 78640.01)                  | Biserica „Sf. Arhangheli”                                                            | sat Groșerea; comuna Aninoasa                         | | 1808                                                       | Încarcă foto \| video | Raportează eroare |
| GJ-II-m-A-09309 (RAN: 78640.02)                  | Cula Crăsnaru                                                                        | sat Groșerea; comuna Aninoasa                         | 44.71978°N 23.47986°E | sec. XVIII                                                 | Încarcă foto \| video | Raportează eroare |
| GJ-II-m-B-09310 (RAN: 81237.01)                  | Biserica de lemn „Cuvioasa Paraschiva”                                               | sat Gureni; comuna Peștișani                          | | 1812                                                       | Alte imagini          | Raportează eroare |
| GJ-II-m-B-09311                                  | Biserica de lemn „Sf. Voievozi”                                                      | sat Hirișești; oraș Novaci                            | | 1758                                                       | Încarcă foto \| video | Raportează eroare |
| GJ-II-m-B-09312                                  | Biserica de lemn „Intrarea în Biserică”                                              | sat Hobița; comuna Peștișani                          | | 1822                                                       | Alte imagini          | Raportează eroare |
| GJ-II-m-B-09313                                  | Biserica „Sfântul Gheorghe”                                                          | sat Horăști; oraș Motru                               | | 1878-1886                                                  | Alte imagini          | Raportează eroare |
| GJ-II-m-B-09314 (RAN: 78114.01)                  | Biserica de lemn „Adormirea Maicii Domnului”                                         | sat Horezu; comuna Turcinești                         | | 1814                                                       | Alte imagini          | Raportează eroare |
| GJ-II-m-B-09315                                  | Biserica „Sf. Dumitru”                                                               | sat Hurezani; comuna Hurezani                         | | 1842                                                       | Alte imagini          | Raportează eroare |
| GJ-II-m-B-09316                                  | Biserica „Sfinții Voievozi”                                                          | sat Ionești; comuna Ionești                           | | ante 1836                                                  | Încarcă foto \| video | Raportează eroare |
| GJ-II-m-B-20140 (RAN: 81335.01)                  | Ruine de biserică                                                                    | sat Izvoarele; comuna Plopșoru                        | | înc. sec. XIX                                              | Încarcă foto \| video | Raportează eroare |
| GJ-II-m-B-09317                                  | Cula I.C. Davani                                                                     | sat Larga; comuna Samarinești                         | 44.77127°N 23.06471°E | prima jum. a sec. XIX                                      | Alte imagini          | Raportează eroare |
| GJ-II-m-B-09318                                  | Biserica „Sfântul Ilie”                                                              | sat Larga; comuna Samarinești                         | | 1826                                                       | Alte imagini          | Raportează eroare |
| GJ-II-m-B-09319 (RAN: 81941.01)                  | Biserica de lemn „Duminica Tomii”                                                    | sat Lazuri; comuna Scoarța                            | În cimitir | 1740                                                       | Alte imagini          | Raportează eroare |
| GJ-II-m-B-09320 (RAN: 80686.01)                  | Biserica de lemn „Sf. Ioan Gură de Aur”                                              | sat Lelești; comuna Lelești                           | cătun Ursăței | 1791                                                       | Alte imagini          | Raportează eroare |
| GJ-II-m-B-09321 (RAN: 80686.02)                  | Biserica de lemn „Sf. Nicolae”                                                       | sat Lelești; comuna Lelești                           | | 1773                                                       | Alte imagini          | Raportează eroare |
| GJ-II-m-B-09322 (RAN: 80720.01)                  | Biserica de lemn „Intrarea în Biserică a Maicii Domnului”                            | sat Licurici; comuna Licurici                         | | 1776-1777                                                  | Alte imagini          | Raportează eroare |
| GJ-II-m-B-09323 (RAN: 81950.01)                  | Biserica de lemn „Sf. Gheorghe”                                                      | sat Lintea; comuna Scoarța                            | | 1798                                                       | Încarcă foto \| video | Raportează eroare |
| GJ-II-m-B-09324                                  | Biserica de lemn „Sf. Nicolae”                                                       | sat Lunca; comuna Vladimir                            | | 1830                                                       | Alte imagini          | Raportează eroare |
| GJ-II-m-B-09325 (RAN: 79610.01)                  | Biserica „Sf. Nicolae”, „Sf. Gheorghe”                                               | sat Lupoaia; comuna Cătunele                          | cătun Lupoița | 1805                                                       | Alte imagini          | Raportează eroare |
| GJ-II-m-B-09326 (RAN: 79978.01)                  | Biserica „Sfântul Nicolae”                                                           | sat Măiag; comuna Crușeț                              | cartier Valea Boului | 1818                                                       | Încarcă foto \| video | Raportează eroare |
| GJ-II-m-B-09327                                  | Biserica de lemn „Sfântul Nicolae”                                                   | sat Mătăsari; comuna Mătăsari                         | | 1897                                                       | Alte imagini          | Raportează eroare |
| GJ-II-m-B-09328                                  | Biserica de lemn „Intrarea în Biserică”                                              | sat Măzăroi; comuna Stănești                          | 45.10369°N 23.26269°E | 1834                                                       | Alte imagini          | Raportează eroare |
| GJ-II-m-B-09329                                  | Biserica „Sfântul Nicolae”                                                           | sat Miculești; comuna Slivilești                      | | 1872                                                       | Alte imagini          | Raportează eroare |
| GJ-II-m-B-09330 (RAN: 78524.01)                  | Biserica de lemn „Cuvioasa Paraschiva”, „Intrarea în Biserică”                       | sat Mirosloveni; comuna Albeni                        | | 1812                                                       | Alte imagini          | Raportează eroare |
| GJ-II-a-B-09331                                  | Ansamblul bisericii de lemn „Sfântul Ioan Botezătorul”                               | municipiul Motru                                      | cartier Ploștina | 1840-1850                                                  | Încarcă foto \| video | Raportează eroare |
| GJ-II-m-B-09331.01                               | Biserica de lemn „Sfântul Ioan Botezătorul”                                          | municipiul Motru                                      | cartier Ploștina | 1840-1850                                                  | Încarcă foto \| video | Raportează eroare |
| GJ-II-m-B-09331.02                               | Clopotnița                                                                           | municipiul Motru                                      | cartier Ploștina | 1840-1850                                                  | Încarcă foto \| video | Raportează eroare |
| GJ-II-m-B-09332                                  | Biserica de lemn „Sfinții Voievozi”                                                  | municipiul Motru                                      | cartier Leurda | 1839                                                       | Alte imagini          | Raportează eroare |
| GJ-II-m-B-09333 (RAN: 78150.01)                  | Biserica „Adormirea Maicii Domnului”                                                 | municipiul Motru                                      | cartier Lupoița | 1768-1797                                                  | Alte imagini          | Raportează eroare |
| GJ-II-m-B-20141 (RAN: 82813.01)                  | Biserica de lemn „Sfântul Nicolae”                                                   | sat Murgilești; comuna Văgiulești                     | | 1768                                                       | Încarcă foto \| video | Raportează eroare |
| GJ-II-m-B-09334 (RAN: 80917.01)                  | Biserica de lemn „Sf. Îngeri”                                                        | sat Mușetești; comuna Mușetești                       | „În cimitir” | 1751                                                       | Alte imagini          | Raportează eroare |
| GJ-II-m-B-09335 (RAN: 81479.02)                  | Biserica „Nașterea Maicii Domnului”                                                  | sat Negoiești; comuna Prigoria                        | | 1730                                                       | Alte imagini          | Raportează eroare |
| GJ-II-m-B-09336 (RAN: 80999.01)                  | Biserica de lemn „Sfântul Nicolae”                                                   | sat Negomir; comuna Negomir                           | cătun Curtișoara | 1813                                                       | Alte imagini          | Raportează eroare |
| GJ-II-m-B-09337 (RAN: 78588.01)                  | Biserica de lemn „Sfinții Voievozi”                                                  | sat Nistorești; comuna Alimpești                      | cătun Petecei | 1750                                                       | Alte imagini          | Raportează eroare |
| GJ-II-m-B-09338 (RAN: 78267.01)                  | Biserica de lemn „Sf. Voievozi”                                                      | oraș Novaci                                           | cartier Vlădoi | sec. XVIII                                                 | Alte imagini          | Raportează eroare |
| GJ-II-m-B-09339                                  | Biserica „Sfinții Atanasie și Chiril”                                                | sat Padeș; comuna Padeș                               | | 1883                                                       | Încarcă foto \| video | Raportează eroare |
| GJ-II-m-B-09340                                  | Casa Constantin Nacu                                                                 | sat Padeș; comuna Padeș                               | | sec. XIX                                                   | Încarcă foto \| video | Raportează eroare |
| GJ-II-m-B-09341 (RAN: 82350.02)                  | Biserica „Sfinții Împărați”                                                          | sat Păișani; comuna Stoina                            | | 1800                                                       | Încarcă foto \| video | Raportează eroare |
| GJ-II-m-B-09342 (RAN: 78971.01)                  | Biserica de lemn „Sf. Voievozi”                                                      | sat Pârâu Viu; comuna Berlești                        | Cătun Glăveni | 1778                                                       | Alte imagini          | Raportează eroare |
| GJ-II-m-B-09343 (RAN: 80310.01)                  | Biserica „Sf. Nicolae”                                                               | sat Peșteana de Jos; comuna Fărcășești                | Valea cu apă | 1804                                                       | Încarcă foto \| video | Raportează eroare |
| GJ-II-m-B-09344                                  | Școală                                                                               | sat Peșteana-Jiu; comuna Bâlteni                      | | înc. sec. XX                                               |                       | Raportează eroare |
| GJ-II-m-B-09345 (RAN: 81193.01)                  | Biserica de lemn „Cuvioasa Paraschiva”                                               | sat Peștișani; comuna Peștișani                       | Cătun Suseni | 1735, modif. 1856                                          | Alte imagini          | Raportează eroare |
| GJ-II-m-B-09346 (RAN: 79790.01)                  | Biserica de lemn „Sfântul Vasile”                                                    | sat Pieptani; comuna Câlnic                           | | 1810-1815                                                  | Alte imagini          | Raportează eroare |
| GJ-II-m-B-09347 (RAN: 81978.01)                  | Biserica de lemn „Sf. Treime”                                                        | sat Pișteștii din Deal; comuna Scoarța                | | 1700                                                       | Alte imagini          | Raportează eroare |
| GJ-II-m-B-09348                                  | Casa Tenu                                                                            | sat Pișteștii din Deal; comuna Scoarța                | | sec. XIX                                                   | Încarcă foto \| video | Raportează eroare |
| GJ-II-m-B-09349                                  | Casa Gore Sgarbură                                                                   | sat Pișteștii din Vale; comuna Bălănești              | Cătun Pișteștii din Vale | sec. XIX                                                   | Alte imagini          | Raportează eroare |
| GJ-II-m-B-09350                                  | Biserica de lemn „Sf. Gheorghe”                                                      | sat Pișteștii din Vale; comuna Bălănești              | | 1857                                                       | Încarcă foto \| video | Raportează eroare |
| GJ-II-m-B-09352                                  | Moară                                                                                | sat Plopșoru; comuna Plopșoru                         | | înc. sec. XX                                               |                       | Raportează eroare |
| GJ-II-m-B-09368                                  | Biserica de lemn „Sfinții Voievozi”                                                  | sat Plopșoru; comuna Plopșoru                         | | 1874                                                       | Alte imagini          | Raportează eroare |
| GJ-II-m-B-09353                                  | Casă                                                                                 | sat Plopșoru; comuna Plopșoru                         | 60 44.78215°N 23.35119°E | înc. sec. XIX                                              |                       | Raportează eroare |
| GJ-II-m-B-09354 (RAN: 82494.01)                  | Biserica de lemn „Sf. Andrei”                                                        | sat Pocruia; oraș Tismana                             | | 1807                                                       | Alte imagini          | Raportează eroare |
| GJ-II-m-B-09355                                  | Biserica de lemn „Intrarea în Biserică”                                              | sat Poienari; comuna Bumbești-Pițic                   | Cătun Măgura | 1834                                                       | Alte imagini          | Raportează eroare |
| GJ-II-m-B-20142                                  | Biserica de lemn „Nașterea Maicii Domnului”                                          | sat Pojaru; comuna Bustuchin                          | | 1825                                                       | Încarcă foto \| video | Raportează eroare |
| GJ-II-a-A-09356 (RAN: 81399.03)                  | Mănăstirea Polovragi                                                                 | sat Polovragi; comuna Polovragi                       | 45.1929°N 23.78891°E | sec. XVI - XVIII                                           | Alte imagini          | Raportează eroare |
| GJ-II-m-A-09356.01 (RAN: 81399.03.01)            | Biserica „Adormirea Maicii Domnului”                                                 | sat Polovragi; comuna Polovragi                       | 45.19341°N 23.78847°E | 1648                                                       | Alte imagini          | Raportează eroare |
| GJ-II-m-A-09356.02 (RAN: 81399.03.02)            | Bolnița „Sf. Nicolae”                                                                | sat Polovragi; comuna Polovragi                       | | 1732                                                       | Alte imagini          | Raportează eroare |
| GJ-II-m-A-09356.03 (RAN: 81399.03.03)            | Stăreție                                                                             | sat Polovragi; comuna Polovragi                       | | sec. XVII - XVIII                                          |                       | Raportează eroare |
| GJ-II-m-A-09356.04 (RAN: 81399.03.05)            | Turn clopotniță                                                                      | sat Polovragi; comuna Polovragi                       | | 1648                                                       |                       | Raportează eroare |
| GJ-II-m-B-09357 (LMI92: 20B0222) (RAN: 81399.02) | Biserica de lemn „Sf. Nicolae”                                                       | sat Polovragi; comuna Polovragi                       | | 1806                                                       |                       | Raportează eroare |
| GJ-II-m-B-09358                                  | Biserica „Sf. Nicolae”, „Sf. Dumitru” și „Sf. Împărați”                              | sat Prigoria; comuna Prigoria                         | | 1836                                                       | Alte imagini          | Raportează eroare |
| GJ-II-m-B-09359                                  | Casa de lemn Maria Stoican                                                           | sat Priporu; comuna Ciuperceni                        | | sec. XIX                                                   | Încarcă foto \| video | Raportează eroare |
| GJ-II-m-B-09360                                  | Biserica de lemn „Adormirea Maicii Domnului”                                         | sat Rasova; comuna Bălești                            | „La Iovan” | 1834                                                       | Alte imagini          | Raportează eroare |
| GJ-II-m-B-09361 (RAN: 81503.01)                  | Biserica de lemn „Sfinții Voievozi”, „Cuvioasa Paraschiva”                           | sat Roșia de Amaradia; comuna Roșia de Amaradia       | | 1782, ref. 1900                                            |                       | Raportează eroare |
| GJ-II-m-B-09362 (RAN: 79059.01)                  | Biserica de lemn „Sfântul Ioan Botezătorul”                                          | oraș Rovinari                                         | | 1796                                                       | Alte imagini          | Raportează eroare |
| GJ-II-m-B-09363 (RAN: 78123.01)                  | Biserica de lemn „Sfântul Gheorghe”                                                  | sat Rugi; comuna Turcinești                           | | 1691, ref. 1833                                            | Alte imagini          | Raportează eroare |
| GJ-II-m-B-09364                                  | Biserica de lemn „Sfântul Ioan Botezătorul”                                          | sat Runcurel; comuna Mătăsari                         | | 1836                                                       | Încarcă foto \| video | Raportează eroare |
| GJ-II-m-B-09365                                  | Casa - culă Eftimie Nicolaescu                                                       | sat Runcurel; comuna Mătăsari                         | | sec. XIX                                                   | Încarcă foto \| video | Raportează eroare |
| GJ-II-m-B-09366 (RAN: 81763.05)                  | Casa Moangă-Pleșoianu                                                                | sat Săcelu; comuna Săcelu                             | 45.08083°N 23.54861°E | sec. XVIII                                                 |                       | Raportează eroare |
| GJ-II-m-B-09367                                  | Biserica de lemn „Sf. Împărați”                                                      | sat Săcelu; comuna Săcelu                             | | sec. XIX, ref. sec. XX                                     |                       | Raportează eroare |
| GJ-II-m-B-09369 (RAN: 81996.01)                  | Biserica de lemn „Sfântul Gheorghe”                                                  | sat Sâmbotin; comuna Schela                           | | 1794                                                       | Alte imagini          | Raportează eroare |
| GJ-II-m-A-09370 (RAN: 82038.01)                  | Biserica de lemn „Sf. Dumitru”                                                       | sat Schela; comuna Schela                             | Cartier Vlădoi | 1781                                                       | Alte imagini          | Raportează eroare |
| GJ-II-m-B-09371                                  | Casa Dobran                                                                          | sat Scoarța; comuna Scoarța                           | | 1905                                                       | Încarcă foto \| video | Raportează eroare |
| GJ-II-m-B-09372                                  | Casa Leon Sucea                                                                      | sat Scoarța; comuna Scoarța                           | | înc. sec. XX                                               | Încarcă foto \| video | Raportează eroare |
| GJ-II-m-B-09373                                  | Casa Matei Vodislav                                                                  | sat Scoarța; comuna Scoarța                           | | înc. sec. XX                                               | Încarcă foto \| video | Raportează eroare |
| GJ-II-m-B-09374                                  | Biserica de lemn „Sf. Dimitrie și Sf. Ioan Botezătorul”                              | sat Scorușu; comuna Borăscu                           | |                                                            | Încarcă foto \| video | Raportează eroare |
| GJ-II-m-B-09375 (RAN: 81549.01)                  | Biserica „Sfinții Voievozi”                                                          | sat Seciurile; comuna Roșia de Amaradia               | | 1729, modif. în sec. XX                                    |                       | Raportează eroare |
| GJ-II-m-B-09376 (RAN: 80016.02)                  | Biserica „Adormirea Maicii Domnului”                                                 | sat Slăvuța; comuna Crușeț                            | În cimitir | 1813                                                       | Încarcă foto \| video | Raportează eroare |
| GJ-II-m-A-09377 (RAN: 80016.01)                  | Biserica de lemn „Intrarea în Biserică”                                              | sat Slăvuța; comuna Crușeț                            | În cimitir | 1684                                                       | Alte imagini          | Raportează eroare |
| GJ-II-m-B-09378                                  | Biserica de lemn „Sfântul Nicolae”                                                   | sat Slivilești; comuna Slivilești                     | | 1880                                                       | Alte imagini          | Raportează eroare |
| GJ-II-m-B-09379 (RAN: 78864)                     | Casa de lemn Florian                                                                 | sat Socu; comuna Bărbătești                           | | sec. XVIII                                                 |                       | Raportează eroare |
| GJ-II-m-B-09380                                  | Casa de lemn Ion Munteanu                                                            | sat Socu; comuna Bărbătești                           | | sec. XIX                                                   | Încarcă foto \| video | Raportează eroare |
| GJ-II-m-B-09381                                  | Casa de lemn Aurel Bușe                                                              | sat Socu; comuna Bărbătești                           | | sec. XIX                                                   | Încarcă foto \| video | Raportează eroare |
| GJ-II-m-B-09382 (RAN: 82519.01)                  | Biserica de lemn „Sf. Arhangheli”                                                    | sat Sohodol; comuna Baia de Fier                      | | 1809                                                       |                       | Raportează eroare |
| GJ-II-m-B-09383                                  | Biserica de lemn „Sf. Îngeri”                                                        | sat Stăncești; comuna Mușetești                       | | sec. XIX                                                   | Încarcă foto \| video | Raportează eroare |
| GJ-II-m-B-09384 (RAN: 80971.01)                  | Biserica de lemn „Sf. Voievozi”                                                      | sat Stăncești Larga; comuna Mușetești                 | | 1730                                                       | Alte imagini          | Raportează eroare |
| GJ-II-m-B-09385 (RAN: 82145.01)                  | Biserica „Duminica Tuturor Sfinților”                                                | sat Stănești; comuna Stănești                         | 45.12344°N 23.24016°E | 1732                                                       | Alte imagini          | Raportează eroare |
| GJ-II-m-B-09386                                  | Biserica de lemn „Adormirea Maicii Domnului”                                         | sat Steic; comuna Cătunele                            | | 1893                                                       | Încarcă foto \| video | Raportează eroare |
| GJ-II-m-B-09387 (RAN: 82252.01)                  | Biserica „Sf. Împărați”                                                              | sat Stejari; comuna Stejari                           | | sec. XVIII                                                 | Încarcă foto \| video | Raportează eroare |
| GJ-II-m-B-09388 (RAN: 77974.01)                  | Biserica de lemn „Sf. Voievozi”, „Adormirea Maicii Domnului”                         | sat Stolojani; comuna Bălești                         | | 1818                                                       | Alte imagini          | Raportează eroare |
| GJ-II-a-B-09389 (RAN: 82662.01)                  | Mănăstirea Strâmba                                                                   | sat Strâmba Jiu; oraș Turceni                         | 44.7539°N 23.2998°E | sec. XVI - XVIII                                           | Alte imagini          | Raportează eroare |
| GJ-II-m-B-09389.01                               | Biserica „Sf. Treime”                                                                | sat Strâmba Jiu; oraș Turceni                         | | 1518-1620                                                  | Încarcă foto \| video | Raportează eroare |
| GJ-II-m-B-09389.02                               | Stăreție                                                                             | sat Strâmba Jiu; oraș Turceni                         | | sec. XVII                                                  | Încarcă foto \| video | Raportează eroare |
| GJ-II-m-B-09389.03                               | Zid de incintă                                                                       | sat Strâmba Jiu; oraș Turceni                         | | sec. XVII                                                  | Încarcă foto \| video | Raportează eroare |
| GJ-II-m-B-09390                                  | Biserica „Sfântul Vasile”                                                            | sat Strâmba-Vulcan; comuna Ciuperceni                 | | 1824                                                       | Alte imagini          | Raportează eroare |
| GJ-II-m-B-09391                                  | Casa de lemn Brădiceanu                                                              | sat Stroiești; comuna Arcani                          | | sec. XIX                                                   | Încarcă foto \| video | Raportează eroare |
| GJ-II-m-A-09392 (RAN: 82118.02)                  | Cula Cioabă - Chintescu                                                              | sat Șiacu; comuna Slivilești                          | 44.75549°N 23.17756°E | 1762,1818 - 1825                                           | Încarcă foto \| video | Raportează eroare |
| GJ-II-m-B-09393                                  | Biserica de lemn „Sfântul Nicolae”                                                   | sat Știucani; comuna Slivilești                       | | 1877                                                       | Alte imagini          | Raportează eroare |
| GJ-II-a-B-09394                                  | Ansamblul bisericii de lemn „Sfântul Nicolae”                                        | sat Sura; comuna Slivilești                           | | 1805                                                       | Alte imagini          | Raportează eroare |
| GJ-II-m-B-09394.01                               | Turn-clopotniță                                                                      | sat Sura; comuna Slivilești                           | | 1805                                                       |                       | Raportează eroare |
| GJ-II-m-B-09394.02                               | Biserica de lemn „Sfântul Nicolae”                                                   | sat Sura; comuna Slivilești                           | | 1805                                                       |                       | Raportează eroare |
| GJ-II-m-B-09396                                  | Biserica de lemn „Adormirea Maicii Domnului”                                         | oraș Târgu Cărbunești                                 | Cartier Tupșa | 1832                                                       | Alte imagini          | Raportează eroare |
| GJ-II-m-B-09397 (RAN: 78338.07)                  | Biserica de lemn „Cuvioasa Paraschiva”                                               | oraș Târgu Cărbunești                                 | Cartier Duțești | 1698                                                       | Alte imagini          | Raportează eroare |
| GJ-II-m-B-09398                                  | Biserica „Sf. Ioan, Sf. Nicolae și Sf. Gheorghe”                                     | oraș Târgu Cărbunești                                 | Cartier Cojani | 1824-1825                                                  | Alte imagini          | Raportează eroare |
| GJ-II-m-B-09399 (RAN: 78338.06)                  | Biserica de lemn „Sf. Împărați”                                                      | oraș Târgu Cărbunești                                 | Cartier Curteana | 1812                                                       |                       | Raportează eroare |
| GJ-II-m-B-09400 (RAN: 78338.05)                  | Biserica de lemn „Nașterea Maicii Domnului”                                          | oraș Târgu Cărbunești                                 | | 1746                                                       | Alte imagini          | Raportează eroare |
| GJ-II-m-B-09402 (RAN: 78338.04)                  | Biserica de lemn „Înălțarea Domnului”                                                | oraș Târgu Cărbunești                                 | Cartier Comănești - Pojogeni | 1796                                                       | Alte imagini          | Raportează eroare |
| GJ-II-m-B-09404                                  | Biserica de lemn „Sf. Nicolae”                                                       | oraș Târgu Cărbunești                                 | Cartier Ștefănești | 1836                                                       | Alte imagini          | Raportează eroare |
| GJ-II-a-B-09406                                  | Ansamblu urban                                                                       | oraș Târgu Cărbunești                                 | Str. Eroilor 1,5,6,7, 8,10,14,1 6, 22 |                                                            | Alte imagini          | Raportează eroare |
| GJ-II-a-B-09407                                  | Ansamblu urban                                                                       | oraș Târgu Cărbunești                                 | Str. Gilort 1, 3, 5 |                                                            | Alte imagini          | Raportează eroare |
| GJ-II-m-B-09405 (RAN: 78338.02)                  | Mănăstirea „Sf. Ioan Botezătorul”                                                    | oraș Târgu Cărbunești                                 | Mitropolit Nestor Vornicescu 6 44.96231°N 23.52161°E | 1780                                                       | Alte imagini          | Raportează eroare |
| GJ-II-m-B-09403 (RAN: 78338.03)                  | Biserica de lemn „Sf. Voievozi”                                                      | oraș Târgu Cărbunești                                 | Str. Mitropolit Nestor Vornicescu nr. 6 | 1797                                                       |                       | Raportează eroare |
| GJ-II-a-B-09408                                  | Ansamblu urban                                                                       | oraș Târgu Cărbunești                                 | Str. Trandafirilor 60, 62, 63, 67, 69, 71, 73, 75, 77, 79, 81, 83, 85, 87, 88, 89, 90, 91, 92, 97, 101, 103, 105, 108, 110, 112, 116, 119, 120, 121, 122, 125, 127, 129, 131, 134, 136, 140 |                                                            | Alte imagini          | Raportează eroare |
| GJ-II-m-B-09287 (RAN: 82804.02)                  | Biserica „Sf. Nicolae”                                                               | municipiul Târgu Jiu                                  | Str. Cuza Alexandru Ioan 23 | 1768                                                       | Încarcă foto \| video | Raportează eroare |
| GJ-II-a-B-09409 (RAN: 80775.01)                  | Ansamblul schitului Logrești                                                         | sat Târgu Logrești; comuna Logrești                   | | 1718                                                       | Alte imagini          | Raportează eroare |
| GJ-II-m-B-09409.01                               | Biserica „Sf. Ioachim și Ana”                                                        | sat Târgu Logrești; comuna Logrești                   | | 1718                                                       |                       | Raportează eroare |
| GJ-II-m-B-09409.02                               | Chilii                                                                               | sat Târgu Logrești; comuna Logrești                   | | ante 1718                                                  |                       | Raportează eroare |
| GJ-II-m-B-09410 (RAN: 82403.03)                  | Biserica „Sfântul Nicolae”                                                           | sat Telești; comuna Telești                           | | 1747                                                       | Alte imagini          | Raportează eroare |
| GJ-II-m-B-09412 (RAN: 82449.02)                  | Biserica „Buna Vestire”                                                              | oraș Tismana                                          | | 1720, ref. sec. XX                                         |                       | Raportează eroare |
| GJ-II-a-A-09413 (RAN: 82449.04)                  | Mănăstirea Tismana                                                                   | oraș Tismana                                          | 45.04593°N 22.95181°E | 1377-1378, cu adăugiri ulterioare                          | Alte imagini          | Raportează eroare |
| GJ-II-m-A-09413.01                               | Biserica „Adormirea Maicii Domnului”                                                 | oraș Tismana                                          | | 1377-1378                                                  | Alte imagini          | Raportează eroare |
| GJ-II-m-A-09413.02                               | Paraclisul „Sf. Ilie”                                                                | oraș Tismana                                          | | 1650, ref. 1782                                            | Încarcă foto \| video | Raportează eroare |
| GJ-II-m-A-09413.03                               | Turn clopotniță                                                                      | oraș Tismana                                          | 45.08083°N 22.92638°E | sec. XVII, ref. sec. XIX                                   | Alte imagini          | Raportează eroare |
| GJ-II-m-A-09413.04                               | Stăreție                                                                             | oraș Tismana                                          | | sec. XVII, ref. sec. XIX                                   |                       | Raportează eroare |
| GJ-II-m-A-09413.05                               | Chilii                                                                               | oraș Tismana                                          | 45.08055°N 22.92666°E | sec. XVII, ref. sec. XIX                                   |                       | Raportează eroare |
| GJ-II-m-A-09413.06                               | Incintă cu turnuri de colț                                                           | oraș Tismana                                          | | 1646-1651, ref. sec. XIX                                   |                       | Raportează eroare |
| GJ-II-a-A-09414 (RAN: 82449.03)                  | Ansamblu schitului Cioclovina de Jos                                                 | oraș Tismana                                          | | 1715                                                       | Alte imagini          | Raportează eroare |
| GJ-II-m-A-09414.01                               | Biserica „Sf. Voievozi”                                                              | oraș Tismana                                          | | 1715                                                       | Alte imagini          | Raportează eroare |
| GJ-II-m-A-09414.02                               | Stăreție                                                                             | oraș Tismana                                          | | 1912                                                       | Încarcă foto \| video | Raportează eroare |
| GJ-II-m-A-09414.03                               | Chilii                                                                               | oraș Tismana                                          | |                                                            |                       | Raportează eroare |
| GJ-II-m-B-20269 (RAN: 82449.01)                  | Ruinele bisericii „Sf. Ilie” a schitului Cioclovina de Sus                           | oraș Tismana                                          | | 1714                                                       | Alte imagini          | Raportează eroare |
| GJ-II-m-B-09415 (RAN: 80757.01)                  | Biserica „Sf. Nicolae”                                                               | sat Totea; comuna Licurici                            | | 1735,1825                                                  | Alte imagini          | Raportează eroare |
| GJ-II-m-B-09416                                  | Biserica „Sf. Împărați”                                                              | sat Trestioara; comuna Drăgotești                     | | 1855                                                       | Încarcă foto \| video | Raportează eroare |
| GJ-II-m-B-20144                                  | Conacul Vasile Brătianu                                                              | sat Trocani; comuna Dănești                           | 44.94236°N 23.37923°E | sec. XIX                                                   | Încarcă foto \| video | Raportează eroare |
| GJ-II-m-B-09417 (RAN: 82654.01)                  | Biserica de lemn „Sf. Nicolae”                                                       | sat Turburea; comuna Turburea                         | | 1774, ref. 1846                                            | Încarcă foto \| video | Raportează eroare |
| GJ-II-m-B-09418                                  | Tâmpla bisericii „Sf. Treime”                                                        | sat Turburea; comuna Turburea                         | | 1840-1896                                                  | Încarcă foto \| video | Raportează eroare |
| GJ-II-m-B-09419 (RAN: 82626.01)                  | Biserica de lemn „Sf. Ioan Botezătorul”                                              | localitate componentă Turceni; oraș Turceni           | | 1730                                                       | Încarcă foto \| video | Raportează eroare |
| GJ-II-a-B-21062                                  | Conacul Ion C. Păunescu                                                              | oraș Turceni                                          | str. Sf. Ilie nr. 40 |                                                            | Încarcă foto \| video | Raportează eroare |
| GJ-II-m-B-21062.01                               | Casa de locuit                                                                       | oraș Turceni                                          | str. Sf. Ilie nr. 40 |                                                            | Încarcă foto \| video | Raportează eroare |
| GJ-II-m-B-21062.02                               | Anexa (pivniță și garaj)                                                             | oraș Turceni                                          | Str. Sf. Ilie 40 | 1934                                                       | Încarcă foto \| video | Raportează eroare |
| GJ-II-m-B-09420                                  | Casa Manta                                                                           | sat Turcinești; comuna Turcinești                     | | sec. XIX                                                   | Alte imagini          | Raportează eroare |
| GJ-II-m-B-09421 (RAN: 82699.01)                  | Biserica „Sf. Voievozi” a fostei mănăstiri Țânțăreni                                 | sat Țânțăreni; comuna Țânțăreni                       | | 1583,1800, cu adăugiri sec. XX                             | Încarcă foto \| video | Raportează eroare |
| GJ-II-m-B-09422                                  | Casa Ion Cosma                                                                       | sat Țânțăreni; comuna Țânțăreni                       | | 1923                                                       | Încarcă foto \| video | Raportează eroare |
| GJ-II-m-B-09423                                  | Casa Dănciulescu                                                                     | sat Țânțăreni; comuna Țânțăreni                       | | 1923                                                       | Încarcă foto \| video | Raportează eroare |
| GJ-II-m-B-09424                                  | Casa Alexandru                                                                       | sat Țânțăreni; comuna Țânțăreni                       | | 1892                                                       | Încarcă foto \| video | Raportează eroare |
| GJ-II-m-B-09425                                  | Casa Gheorghe Preda                                                                  | sat Țânțăreni; comuna Țânțăreni                       | | 1920-1925                                                  | Încarcă foto \| video | Raportează eroare |
| GJ-II-m-B-09426                                  | Casa Constantin Mihăilescu                                                           | sat Țânțăreni; comuna Țânțăreni                       | | 1924                                                       | Încarcă foto \| video | Raportează eroare |
| GJ-II-m-B-09427                                  | Casa Constantin Cosma                                                                | sat Țânțăreni; comuna Țânțăreni                       | | 1920-1925                                                  | Încarcă foto \| video | Raportează eroare |
| GJ-II-m-B-09428                                  | Poarta de intrare în „Târgul de vite”                                                | sat Țânțăreni; comuna Țânțăreni                       | | 1920                                                       | Încarcă foto \| video | Raportează eroare |
| GJ-II-a-B-09429                                  | Vechiul centru comercial                                                             | sat Țânțăreni; comuna Țânțăreni                       | În centrul satului | 1890-1925                                                  | Încarcă foto \| video | Raportează eroare |
| GJ-II-m-B-09430                                  | Casa D. Geantă                                                                       | sat Țânțăreni; comuna Țânțăreni                       | 525 | 1920                                                       | Încarcă foto \| video | Raportează eroare |
| GJ-II-m-B-09431                                  | Casa Ion Drăcea                                                                      | sat Țânțăreni; comuna Țânțăreni                       | 526 | 1920                                                       | Încarcă foto \| video | Raportează eroare |
| GJ-II-m-B-09432                                  | Casa Ion Vasilescu                                                                   | sat Țânțăreni; comuna Țânțăreni                       | 527 | 1920                                                       | Încarcă foto \| video | Raportează eroare |
| GJ-II-m-B-09433                                  | Casa Bogdan Naum                                                                     | sat Țânțăreni; comuna Țânțăreni                       | 528 | 1913                                                       | Încarcă foto \| video | Raportează eroare |
| GJ-II-m-B-09434                                  | Casă Ion Geantă                                                                      | sat Țânțăreni; comuna Țânțăreni                       | 529 | 1913                                                       | Încarcă foto \| video | Raportează eroare |
| GJ-II-m-B-09435                                  | Casa Adrian Sârbu                                                                    | sat Țânțăreni; comuna Țânțăreni                       | 531 | 1927                                                       | Încarcă foto \| video | Raportează eroare |
| GJ-II-m-B-09436                                  | Casa Titi Sârbu                                                                      | sat Țânțăreni; comuna Țânțăreni                       | 531 | 1920                                                       | Încarcă foto \| video | Raportează eroare |
| GJ-II-m-B-09437                                  | Casa Ilie Antonie                                                                    | sat Țânțăreni; comuna Țânțăreni                       | 533 | 1920                                                       | Încarcă foto \| video | Raportează eroare |
| GJ-II-m-B-09438                                  | Casa Dumitru Boiangiu                                                                | sat Țânțăreni; comuna Țânțăreni                       | 563 | 1920                                                       | Încarcă foto \| video | Raportează eroare |
| GJ-II-m-B-09439                                  | Casa Ion Hera                                                                        | sat Țânțăreni; comuna Țânțăreni                       | 565 | 1926                                                       | Încarcă foto \| video | Raportează eroare |
| GJ-II-m-B-09440                                  | Casa Manolescu                                                                       | sat Țânțăreni; comuna Țânțăreni                       | 568 | 1920                                                       | Încarcă foto \| video | Raportează eroare |
| GJ-II-m-B-09441                                  | Casa Mutulescu                                                                       | sat Țânțăreni; comuna Țânțăreni                       | 569 | 1920                                                       | Încarcă foto \| video | Raportează eroare |
| GJ-II-m-B-09442                                  | Casa Cojocaru, Pârvulescu, Iancu Stănescu                                            | sat Țânțăreni; comuna Țânțăreni                       | 570-571 | 1920                                                       | Încarcă foto \| video | Raportează eroare |
| GJ-II-m-B-09443 (RAN: 82742.01)                  | Biserica „Sf. Nicolae”, „Sf. Ion”                                                    | sat Urdari; comuna Urdari                             | 44.80194°N 23.29139°E | 1816                                                       | Încarcă foto \| video | Raportează eroare |
| GJ-II-m-B-09444                                  | Casa de lemn Dinică Cruceru                                                          | sat Urechești; comuna Drăguțești                      | | sec. XIX                                                   | Încarcă foto \| video | Raportează eroare |
| GJ-II-m-B-09445                                  | Casa de lemn Constantin Popescu                                                      | sat Urechești; comuna Drăguțești                      | | 1825                                                       | Încarcă foto \| video | Raportează eroare |
| GJ-II-m-B-09446                                  | Casa de lemn Ion Chilianu                                                            | sat Urechești; comuna Drăguțești                      | | sec. XIX                                                   |                       | Raportează eroare |
| GJ-II-m-B-09447                                  | Biserica de lemn „Adormirea Maicii Domnului”                                         | sat Vaidei; comuna Stănești                           | | 1827                                                       | Alte imagini          | Raportează eroare |
| GJ-II-m-B-09448 (RAN: 80356.01)                  | Biserica de lemn „Intrarea în Biserică”                                              | sat Valea cu Apă; comuna Fărcășești                   | | 1705, ref. din temelie 1948-1950                           | Încarcă foto \| video | Raportează eroare |
| GJ-II-m-B-09449                                  | Biserica de lemn „Sfântul Gheorghe”, „Sfântul Dumitru”                               | sat Valea Mânăstirii; comuna Cătunele                 | | 1821                                                       | Alte imagini          | Raportează eroare |
| GJ-II-m-B-09450                                  | Ruinele bisericii „Sf. Gheorghe”                                                     | sat Valea Poienii; comuna Samarinești                 | | 1823                                                       | Încarcă foto \| video | Raportează eroare |
| GJ-II-m-B-09451 (RAN: 79488.01)                  | Biserica de lemn „Nașterea Maicii Domnului”                                          | sat Valea Pojarului; comuna Bustuchin                 | | 1737                                                       | Alte imagini          | Raportează eroare |
| GJ-II-m-B-09452                                  | Casa Tătărescu, azi Sediul Primăriei Plopșoru                                        | sat Văleni; comuna Plopșoru                           | | înc. sec. XIX                                              | Încarcă foto \| video | Raportează eroare |
| GJ-II-m-B-09453 (RAN: 80659.02)                  | Biserica de lemn „Sf. Andrei”, „Sf. Dumitru”                                         | sat Vidin; comuna Jupânești                           | | 1812                                                       |                       | Raportează eroare |
| GJ-II-m-B-09454                                  | Casa Dumitru Popescu                                                                 | sat Vierșani; comuna Jupânești                        | | sec. XIX                                                   | Încarcă foto \| video | Raportează eroare |
| GJ-II-m-B-09455                                  | Biserica „Cuvioasa Paraschiva”                                                       | sat Vladimir; comuna Vladimir                         | | 1822-1827                                                  | Alte imagini          | Raportează eroare |
| GJ-II-m-B-09456 (RAN: 82877.01)                  | Casa Gârbea                                                                          | sat Vladimir; comuna Vladimir                         | | sec. XVIII                                                 | Alte imagini          | Raportează eroare |
| GJ-II-m-B-09457 (RAN: 78819.01)                  | Biserica de lemn „Sfinții Voievozi”                                                  | sat Voiteștii din Vale; comuna Bălănești              | cătun Tașcăi | 1795                                                       | Alte imagini          | Raportează eroare |
| GJ-II-m-B-09458 (RAN: 78819.02)                  | Biserica de lemn „Sfântul Dumitru”                                                   | sat Voiteștii din Deal; comuna Bălănești              | cătun Podini | 1818                                                       | Alte imagini          | Raportează eroare |
| GJ-II-m-B-09459                                  | Biserica de lemn „Sfântul Gheorghe”                                                  | sat Voiteștii din Vale; comuna Bălănești              | cătun Brădet Vale | 1832                                                       | Alte imagini          | Raportează eroare |
| GJ-II-m-B-09460                                  | Biserica „Sfântul Dumitru”                                                           | sat Zăicoiu; comuna Dănciulești                       | | 1837                                                       | Încarcă foto \| video | Raportează eroare |
| GJ-II-m-B-09461 (RAN: 81488.01)                  | Biserica „Sf. Gheorghe”, „Sf. Nicolae”                                               | sat Zorlești; comuna Prigoria                         | | 1774-1775                                                  | Alte imagini          | Raportează eroare |
| GJ-III-m-B-09462                                 | Monumentul lui Tudor Vladimirescu                                                    | municipiul Târgu Jiu                                  | Bd. Republicii 2A, în Parcul Tudor Vladimirescu | 1898                                                       | Alte imagini          | Raportează eroare |
| GJ-III-m-B-09464                                 | Fântâna Sâmboteanu                                                                   | municipiul Târgu Jiu                                  | Str. Aleea Fântânii 12 | sec. XVIII, ref. în 1902                                   | Încarcă foto \| video | Raportează eroare |
| GJ-III-s-B-09463                                 | Grădina Publică (care adăpostește operele lui Brâncuși)                              | municipiul Târgu Jiu                                  | Bd. Brâncuși Constantin 12 |                                                            | Alte imagini          | Raportează eroare |
| GJ-III-s-B-09164                                 | Parcul Coloanei fără sfârșit                                                         | municipiul Târgu Jiu                                  | Calea Eroilor 94, delimitat de străzile: Craiovei, Vladimirescu Tudor, Calea București 45.0372°N 23.28436°E                                                                                 | sec. XX                                                    |                       | Raportează eroare |
| GJ-III-a-A-09465                                 | Ansamblul monumental „Calea Eroilor” realizat de Constantin Brâncuși                 | municipiul Târgu Jiu                                  | Calea Eroilor - între Grădina Publică și Parcul Coloanei fără sfârșit 45.03743°N 23.28537°E                                                                                                 | 1937-1938 Constantin Brâncuși                              |                       | Raportează eroare |
| GJ-III-m-A-09465.01                              | Coloana fără sfârșit                                                                 | municipiul Târgu Jiu                                  | Calea Eroilor 94, Parcul Coloanei fără sfârșit 45.0378°N 23.2846°E | 1937-1938 Constantin Brâncuși                              |                       | Raportează eroare |
| GJ-III-m-A-09465.02                              | Poarta sărutului                                                                     | municipiul Târgu Jiu                                  | Bd. Brâncuși Constantin 12, în Grădina Publică 45.0394°N 23.269°E | 1937-1938 Constantin Brâncuși                              |                       | Raportează eroare |
| GJ-III-m-A-09465.03                              | Masa tăcerii cu 12 scaune rotunde                                                    | municipiul Târgu Jiu                                  | Bd. Brâncuși Constantin 12, în Grădina Publică 45.0397°N 23.2666°E | 1937-1938 Constantin Brâncuși                              |                       | Raportează eroare |
| GJ-III-m-A-09465.04                              | Două bănci de piatră                                                                 | municipiul Târgu Jiu                                  | Bd. Brâncuși Constantin 12, în Grădina Publică 45.03906°N 23.26861°E | 1937-1938                                                  |                       | Raportează eroare |
| GJ-III-m-A-09465.05                              | 30 scaune pătrate                                                                    | municipiul Târgu Jiu                                  | Bd. Brâncuși Constantin 12, în Grădina Publică 45.0393°N 23.26876°E | 1937-1938                                                  |                       | Raportează eroare |
| GJ-III-m-A-09465.06                              | Masa rotundă                                                                         | municipiul Târgu Jiu                                  | Str. Victoriei 2, în curtea casei Slugerului Barbu Gănescu |                                                            | Încarcă foto \| video | Raportează eroare |
| GJ-III-m-B-09466                                 | Bustul istoricului Alexandru Ștefulescu                                              | municipiul Târgu Jiu                                  | Calea Eroilor 32 | 1940                                                       |                       | Raportează eroare |
| GJ-III-m-B-09467                                 | Monumentul Generalului Gh. Magheru                                                   | municipiul Târgu Jiu                                  | Str. Magheru Gheorghe, general 8 45.03922°N 23.27297°E | 1972                                                       |                       | Raportează eroare |
| GJ-III-m-B-09468                                 | Ceasul solar polonez                                                                 | municipiul Târgu Jiu                                  | Str. Preda Marin f. n., în curtea Unității militare | 1940                                                       | Încarcă foto \| video | Raportează eroare |
| GJ-III-m-B-09471                                 | Statuia lui Constantin Brâncuși                                                      | municipiul Târgu Jiu                                  | Str. Traian 5, în fața Casei de cultură a sindicatelor | 1978 Ion Irimescu                                          |                       | Raportează eroare |
| GJ-III-m-B-09469                                 | Mausoleul eroinei Ecaterina Teodoroiu                                                | municipiul Târgu Jiu                                  | Piața Victoriei 45.04131°N 23.2717°E | 1933 Milița Petrașcu (sculptor)                            |                       | Raportează eroare |
| GJ-III-m-B-09470                                 | Mesele de piatră aranjate de Constantin Brâncuși                                     | municipiul Târgu Jiu                                  | Str. Victoriei 2 | 1938                                                       |                       | Raportează eroare |
| GJ-III-m-B-09472                                 | Fântână                                                                              | sat Băcești; comuna Stejari                           | | sec. XIX                                                   | Încarcă foto \| video | Raportează eroare |
| GJ-III-m-B-09473                                 | Monumentul lui Constantin Ivănuș                                                     | sat Buzești; comuna Crasna                            | | 1975                                                       | Încarcă foto \| video | Raportează eroare |
| GJ-III-m-B-09474                                 | Fântâna                                                                              | sat Cârbești; comuna Drăguțești                       | | înc. sec. XX                                               |                       | Raportează eroare |
| GJ-III-m-B-09475                                 | Fântâna                                                                              | sat Frunza; comuna Logrești                           | | înc. sec. XX                                               | Încarcă foto \| video | Raportează eroare |
| GJ-III-m-B-09476                                 | Monumentul lui Mihai Viteazul                                                        | sat Schela; comuna Schela                             | „Poiana lui Mihai” | 1932                                                       | Încarcă foto \| video | Raportează eroare |
| GJ-III-m-B-09477                                 | Monumentul Eroilor căzuți în primul război mondial                                   | oraș Târgu Cărbunești                                 | Cartier Pojogeni | 1926                                                       |                       | Raportează eroare |
| GJ-III-m-B-09478                                 | Bustul lui Tudor Vladimirescu                                                        | sat Vladimir; comuna Vladimir                         | | 1971 Vasile Blendea (sculptor)                             |                       | Raportează eroare |
| GJ-IV-m-B-09479                                  | Casa memorială Iosif Keber                                                           | municipiul Târgu Jiu                                  | Str. 11 Iunie 1848, 67 | 1935-1940                                                  | Încarcă foto \| video | Raportează eroare |
| GJ-IV-m-B-09480                                  | Cruce de piatră                                                                      | municipiul Târgu Jiu                                  | Str. 23 August 49A | 1779                                                       | Alte imagini          | Raportează eroare |
| GJ-IV-m-B-09481                                  | Bustul generalului Ion Culcer                                                        | municipiul Târgu Jiu                                  | Str. Narciselor 34, Cimitirul Eroilor | 1920                                                       | Încarcă foto \| video | Raportează eroare |
| GJ-IV-m-B-09482                                  | Bustul doctorului D. Culcer                                                          | municipiul Târgu Jiu                                  | Str. Narciselor 2, Cimitirul Ortodox | 1920                                                       | Încarcă foto \| video | Raportează eroare |
| GJ-IV-m-B-09483                                  | Monumentul funerar al tipografului N. D. Miloșescu                                   | municipiul Târgu Jiu                                  | Str. Narciselor 2, Cimitirul Ortodox |                                                            | Încarcă foto \| video | Raportează eroare |
| GJ-IV-m-B-09484                                  | Mormântul lui Grigore Iunian                                                         | municipiul Târgu Jiu                                  | Str. Narciselor 2, Cimitirul Ortodox |                                                            | Încarcă foto \| video | Raportează eroare |
| GJ-IV-m-B-09485                                  | Mormintele refugiaților polonezi                                                     | municipiul Târgu Jiu                                  | Str. Narciselor 4, Cimitirul catolic | 1940-1945                                                  |                       | Raportează eroare |
| GJ-IV-m-B-09486                                  | Casa memorială Ecaterina Teodoroiu                                                   | municipiul Târgu Jiu                                  | Bd. Teodoroiu Ecaterina 270 | sec. XIX                                                   | Alte imagini          | Raportează eroare |
| GJ-IV-m-B-09487                                  | Crucea de piatră a lui Popa Ilie                                                     | sat Bălcești; comuna Bengești-Ciocadia                | | 1800                                                       | Încarcă foto \| video | Raportează eroare |
| GJ-IV-m-B-09488                                  | Cruce de piatră                                                                      | sat Bengești; comuna Bengești-Ciocadia                | | 1831                                                       | Încarcă foto \| video | Raportează eroare |
| GJ-IV-m-B-09489                                  | Cruce de piatră                                                                      | sat Bengești; comuna Bengești-Ciocadia                | | 1800                                                       | Încarcă foto \| video | Raportează eroare |
| GJ-IV-m-B-09490                                  | Cruce de piatră                                                                      | sat Bucșana; comuna Prigoria                          | | sec. XIX                                                   | Încarcă foto \| video | Raportează eroare |
| GJ-IV-m-B-09491.01                               | Troiță de lemn                                                                       | sat Câlnic; comuna Câlnic                             | | 1916-1919                                                  |                       | Raportează eroare |
| GJ-IV-m-B-09491.02                               | Cruce de piatră                                                                      | sat Câlnic; comuna Câlnic                             | | 1916-1919                                                  |                       | Raportează eroare |
| GJ-IV-m-B-09493                                  | Casa „Constantin Brâncuși”                                                           | sat Hobița; comuna Peștișani                          | 45.05334°N 23.05583°E | sec. XIX                                                   | Alte imagini          | Raportează eroare |
| GJ-IV-m-B-09494                                  | Casa - Muzeu „Constantin Brâncuși”                                                   | sat Hobița; comuna Peștișani                          | 45.05334°N 23.05583°E | sec. XIX                                                   |                       | Raportează eroare |
| GJ-IV-s-B-09495                                  | Monumentul „Proclamației de la Padeș”                                                | sat Padeș; comuna Padeș                               | | 1921-1935                                                  |                       | Raportează eroare |
| GJ-IV-m-B-09496                                  | Cruce de piatră                                                                      | sat Perești; comuna Bengești-Ciocadia                 | | sec. XIX                                                   | Încarcă foto \| video | Raportează eroare |
| GJ-IV-m-B-09497                                  | Portretele ctitorilor din pronaosul bisericii „Pogorârea Sfântului Duh”              | sat Pișteștii din Deal; comuna Scoarța                | În cimitir | sec. XIX                                                   | Încarcă foto \| video | Raportează eroare |
| GJ-IV-m-B-09498                                  | Cruce de piatră                                                                      | sat Poiana; comuna Turburea                           | | sec. XVII                                                  | Încarcă foto \| video | Raportează eroare |
| GJ-IV-m-B-09499                                  | Crucea lui Ursache                                                                   | sat Polovragi; comuna Polovragi                       | | 1800                                                       | Încarcă foto \| video | Raportează eroare |
| GJ-IV-m-B-09500                                  | Troița de lemn                                                                       | sat Rasovița; comuna Lelești                          | | sec. XX                                                    | Încarcă foto \| video | Raportează eroare |
| GJ-IV-m-B-09501                                  | Monumentul Eroilor căzuți în primul război mondial                                   | sat Săulești; comuna Săulești                         | | sec. XX                                                    | Încarcă foto \| video | Raportează eroare |
| GJ-IV-m-B-09502                                  | Cruce de piatră                                                                      | sat Socu; comuna Bărbătești                           | | 1821                                                       | Încarcă foto \| video | Raportează eroare |
| GJ-IV-m-B-09503                                  | Cruce de piatră                                                                      | sat Spahii; comuna Turburea                           | | sec. XVII                                                  | Încarcă foto \| video | Raportează eroare |
| GJ-IV-m-B-09504                                  | Cruce de piatră                                                                      | sat Ulmet; comuna Stoina                              | | 1782                                                       | Încarcă foto \| video | Raportează eroare |
| GJ-IV-m-B-09505                                  | Casa memorială Tudor Vladimirescu                                                    | sat Vladimir; comuna Vladimir                         | 44.835°N 23.5707°E | sec. XVIII, ref. 1932 Iulius Doppelreiter (arhitect)       | Alte imagini          | Raportează eroare |
| GJ-IV-m-B-09492                                  | Casa memorială Ion Popescu Voitești                                                  | sat Voiteștii din Deal; comuna Bălănești              | 45.10713°N 23.44878°E | 1940                                                       |                       | Raportează eroare |